# Liste der Kulturdenkmale in Waldenburg (Sachsen)

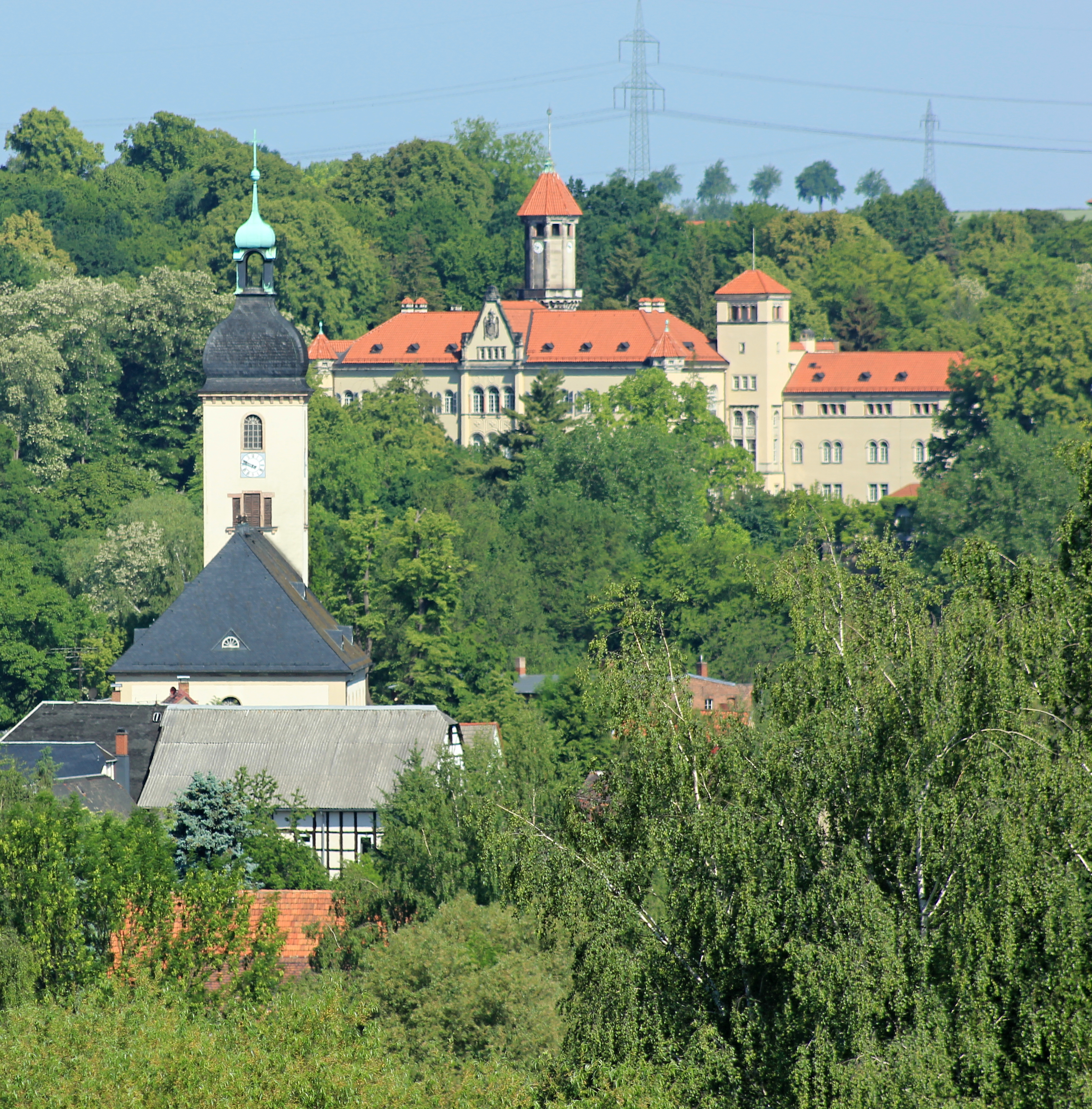
Detail der Stadt Waldenburg

Die Liste der Kulturdenkmale in Waldenburg enthält die Kulturdenkmale in Waldenburg.
Diese Liste ist eine Teilliste der Liste der Kulturdenkmale in Sachsen.

## Legende
- Bild: Bild des Kulturdenkmals, ggf. zusätzlich mit einem Link zu weiteren Fotos des Kulturdenkmals im Medienarchiv Wikimedia Commons. Wenn man auf das Kamerasymbol klickt, können Fotos zu Kulturdenkmalen aus dieser Liste hochgeladen werden:
- Bezeichnung: Denkmalgeschützte Objekte und ggf. Bauwerksname des Kulturdenkmals
- Lage: Straßenname und Hausnummer oder Flurstücknummer des Kulturdenkmals. Die Grundsortierung der Liste erfolgt nach dieser Adresse. Der Link (Karte) führt zu verschiedenen Kartendiensten mit der Position des Kulturdenkmals. Fehlt dieser Link, wurden die Koordinaten noch nicht eingetragen. Sind diese bekannt, können sie über ein Tool mit einer Kartenansicht einfach nachgetragen werden. In dieser Kartenansicht sind Kulturdenkmale ohne Koordinaten mit einem roten bzw. orangen Marker dargestellt und können durch Verschieben auf die richtige Position in der Karte mit Koordinaten versehen werden. Kulturdenkmale ohne Bild sind an einem blauen bzw. roten Marker erkennbar.
- Datierung: Baubeginn, Fertigstellung, Datum der Erstnennung oder grobe zeitliche Einordnung entsprechend des Eintrags in der sächsischen Denkmaldatenbank
- Beschreibung: Kurzcharakteristik des Kulturdenkmals entsprechend des Eintrags in der sächsischen Denkmaldatenbank, ggf. ergänzt durch die dort nur selten veröffentlichten Erfassungstexte oder zusätzliche Informationen
- ID: Vom Landesamt für Denkmalpflege Sachsen vergebene, das Kulturdenkmal eindeutig identifizierende Objekt-Nummer. Der Link führt zum PDF-Denkmaldokument des Landesamtes für Denkmalpflege Sachsen. Bei ehemaligen Kulturdenkmalen können die Objektnummern unbekannt sein und deshalb fehlen bzw. die Links von aus der Datenbank entfernten Objektnummern ins Leere führen. Ein ggf. vorhandenes Icon  führt zu den Angaben des Kulturdenkmals bei Wikidata.

## Waldenburg
| Bild                                    | Bezeichnung | Lage                                                               | Datierung                                              | Beschreibung | ID        |
| --------------------------------------- | --- | ------------------------------------------------------------------ | ------------------------------------------------------ | --- | --------- |
|                                         | Denkmalschutzgebiet Stadtkern Waldenburg (Vorschlag) | (Karte)                                                            |                                                        | Denkmalschutzgebiet Stadtkern Waldenburg | 09247658  |
| Weitere Bilder                          | Grünfelder Park – Einzeldenkmale der Sachgesamtheit | (Karte)                                                            | ab 1780                                                | Einzeldenkmale der Sachgesamtheit Grünfelder Park. Gartenhistorisch und -künstlerisch von herausragender Bedeutung, gehört zu bedeutendsten sächsischen frühen Anlagen im Englischen Stil (alter Name: Greenfield), Kleinbauten, Mausoleum, Bad (siehe auch Sachgesamtheit 09302564). Parkbauten in den Anlagen, insbesondere: - Portal „Der stillen Naturfreude“, - „Insel“ mit Postament, - Grotte und Felsengang, - Badehaus, - Irminsäule, - Denkmal des Erstgeborenen, - Gotische Brücke, - Mausoleum, - Gesundheitsquelle oder „Hirschtränke“. | 09242483  |
| Weitere Bilder                          | Sachgesamtheit Grünfelder Park | (Karte)                                                            | ab 1780                                                | Sachgesamtheit Grünfelder Park: Gartenhistorisch und -künstlerisch von herausragender Bedeutung, gehört zu bedeutendsten sächsischen frühen Anlagen im Englischen Stil (alter Name: Greenfield), Kleinbauten, Mausoleum, Bad und so weiter, mehrere Teichanlagen (Schwanenteich oder Gondelteich, Elisenteich oder Drei-Insel-Teich, Schlagteich, Schafteich). Mit den Einzeldenkmalen: - Alte Fabrik (Parkweg 3, siehe Einzeldenkmal 09242611), - Wasserkraftwerk (Parkweg 4, siehe Einzeldenkmal 09242484), - Ökonomiegebäude Grünfelder Schloss mit sogenanntem Teehaus sowie Einfriedungsmauer und Brunnen (Grünfelder Straße 38/40, siehe Einzeldenkmal 09302567) und - Parkbauten (Portal »Der stillen Naturfreude«, »Insel« mit Postament, Grotte und Felsengang, Badehaus, Irminsäule, Denkmal des Erstgeborenen, Gotische Brücke, Mausoleum, Gesundheitsquelle oder »Hirschtränke«, siehe Einzeldenkmal 09244883) sowie der - Parkanlage (Gartendenkmal) mit Alleen, Wiesen und Teichen, weiterhin den Sachgesamtheitsteilen - Gasthaus Glänzelmühle (Am Park 9b, OT Oberwinkel) und - Gaststätte Parkschlößchen (Parkweg 2a). | 09302564  |
| Direkt Bild zu diesem Denkmal hochladen | Wohnhaus in geschlossener Bebauung | Altenburger Straße 1 (Karte)                                       | bezeichnet 1581 (Sitznischenportal im Hof)             | Städtebaulich und baugeschichtlich von Bedeutung. Hofseitig Sitznischenportal der Renaissancezeit, originale Tür- und Fenstergewände sowie Haustür, Sitznischenportal auf Hofseite mit Wappen am Schlussstein, bezeichnet „JM 1581“. | 09242485  |
| Direkt Bild zu diesem Denkmal hochladen | Wohnhaus in geschlossener Bebauung | Altenburger Straße 2 (Karte)                                       | Ende 19. Jahrhundert                                   | Städtebaulich und baugeschichtlich von Bedeutung. Gründerzeitgebäude, Fassade noch von klassizistischer Wirkung, Putzfassade mit originaler Haustür und Fenstergewände im Obergeschoss, im Erdgeschoss entstellender Laden, ursprünglich auch Laden vorhanden. | 09242486  |
|                                         | Wohnhaus in geschlossener Bebauung | Altenburger Straße 3 (Karte)                                       | bezeichnet 1613 (Sitznischenportal)                    | Städtebaulich und baugeschichtlich von Bedeutung. Mit wertvollem Sitznischenportal der Renaissancezeit. | 09242487  |
| Direkt Bild zu diesem Denkmal hochladen | Wohnhaus in geschlossener Bebauung | Altenburger Straße 6 (Karte)                                       | um 1800                                                | Städtebaulich und baugeschichtlich von Bedeutung. Teile der Fenstergewände erhalten, originale Haustür aus dem 19. Jahrhundert. | 09242488  |
| Direkt Bild zu diesem Denkmal hochladen | Wohnhaus in Ecklage und geschlossener Bebauung | Altenburger Straße 8 (Karte)                                       | 2. Hälfte 19. Jahrhundert                              | Städtebaulich von Bedeutung. | 09242489  |
| Direkt Bild zu diesem Denkmal hochladen | Mietshaus in geschlossener Bebauung | Altenburger Straße 10 (Karte)                                      | um 1880                                                | Mit Laden, städtebaulich und baugeschichtlich von Bedeutung. Originale Haustür. | 09242490  |
| Direkt Bild zu diesem Denkmal hochladen | Mietshaus in geschlossener Bebauung | Altenburger Straße 11 (Karte)                                      | 2. Hälfte 19. Jahrhundert                              | Städtebaulich und baugeschichtlich von Bedeutung. Gründerzeitgebäude, prächtige Putzfassade, Fassade verändert und aufgestockt. | 09242491  |
| Direkt Bild zu diesem Denkmal hochladen | Mietshaus in geschlossener Bebauung | Altenburger Straße 12 (Karte)                                      | um 1880                                                | Mit Laden, städtebaulich und baugeschichtlich von Bedeutung. | 09242492  |
| Direkt Bild zu diesem Denkmal hochladen | Mietshaus in geschlossener Bebauung | Altenburger Straße 14 (Karte)                                      | um 1880                                                | Mit Laden, städtebaulich und baugeschichtlich von Bedeutung. Originale Haustür. | 09242493  |
| Direkt Bild zu diesem Denkmal hochladen | Wohnhaus ehemals in geschlossener Bebauung | Altenburger Straße 23                                              | um 1800                                                | Städtebaulich und baugeschichtlich von Bedeutung. Stichbogige Tordurchfahrt, mit Fachwerkobergeschoss, unsaniert, gefährdet. | 09242494  |
| Direkt Bild zu diesem Denkmal hochladen | Wohnhaus in geschlossener Bebauung | Altenburger Straße 35 (Karte)                                      | 2. Hälfte 19. Jahrhundert                              | Städtebaulich und baugeschichtlich von Bedeutung. Gründerzeitliche Putzfassade, schöne Hauseingangstür, unsaniert, gefährdet, ursprünglich mit Laden? | 09242495  |
| Direkt Bild zu diesem Denkmal hochladen | Wohnhaus in Ecklage, mit Fabrikationskomplex | Altenburger Straße 38 (Karte)                                      | 2. Hälfte 19. Jahrhundert                              | Ortsgeschichtlich und baugeschichtlich von Bedeutung. Gründerzeitgebäude, Putzquaderung. | 09242496  |
| Direkt Bild zu diesem Denkmal hochladen | Schulgebäude (ehemaliges Seminar, Anschrift: August-Bebel-Straße 1 und Altenburger Straße 44a), mehrere Gebäudeflügel mit ehemaliger Turnhalle sowie ehemaliges Toilettenhäuschen                                                                                            | Altenburger Straße 44a (Karte)                                     | bezeichnet 1844 (Seminargebäude)                       | Orts- und baugeschichtlich von Bedeutung, Gründerzeitgebäude, Erweiterungsbauten im Stil der Neorenaissance. Ehemaliges Fürstliches-Schönburgisches Schullehrerseminar, heute Gymnasium, verschiedene Erweiterungsbauten und Anstaltsturnhalle von 1864, Proseminar 1894 – Neubau nach Brand, Gesamtkomplex in sehr gutem Originalzustand, Gründung von Fürst Otto Viktor v. Schönburg-Waldenburg. | 09242509  |
| Direkt Bild zu diesem Denkmal hochladen | Wohnhaus in geschlossener Bebauung | Altenburger Straße 49 (Karte)                                      | Ende 18. Jahrhundert                                   | Städtebaulich und baugeschichtlich von Bedeutung. Mit barockem Segmentbogenportal. | 09242497  |
| Direkt Bild zu diesem Denkmal hochladen | Villa mit Einfriedung | Altenburger Straße 50 (Karte)                                      | um 1915/1920                                           | Baugeschichtlich von Bedeutung. Im Reformstil der Zeit nach 1910. | 09242498  |
| Direkt Bild zu diesem Denkmal hochladen | Wohnhaus | Altenburger Straße 67 (Karte)                                      | um 1900                                                | Baugeschichtlich von Bedeutung. Historistisch, roter Klinker mit gelbem Klinker abgesetzt, anderthalbgeschossig mit zweigeschossigem Mittelrisalit mit Verandavorbau und aufliegendem Balkon. | 09242499  |
|                                         | Wohnhaus in geschlossener Bebauung | Altwaldenburger Straße 4 (Karte)                                   | Mitte 19. Jahrhundert, Umbau um 1900                   | Städtebaulich und baugeschichtlich von Bedeutung. Gründerzeitliches Gebäude mit aufwändig gestaltetem Zwerchhaus im Dach und schönem Hauseingang, Zwerchgiebel, Schwebegiebel, Holzfachwerk aufgesetzt. | 09242500  |
| Direkt Bild zu diesem Denkmal hochladen | Wohnhaus in halboffener Bebauung | Altwaldenburger Straße 26 (Karte)                                  | 1. Hälfte 19. Jahrhundert                              | Städtebaulich und baugeschichtlich von Bedeutung. Fachwerkbau, Fachwerk Obergeschoss, Erdgeschoss massiv, guter Zustand. | 09242501  |
| Direkt Bild zu diesem Denkmal hochladen | Wohnstallhaus eines Dreiseithofes | Altwaldenburger Straße 31 (Karte)                                  | 1. Hälfte 19. Jahrhundert                              | Sozial- und baugeschichtlich von Bedeutung. Mit verputztem Fachwerkobergeschoss, Fachwerk verputzt, Erdgeschoss massiv. | 09242502  |
| Direkt Bild zu diesem Denkmal hochladen | Wohnhaus, im Hinterhof stehend | Altwaldenburger Straße 32 (Karte)                                  | 2. Hälfte 18. Jahrhundert                              | Baugeschichtlich von Bedeutung. Kleines zeittypisches Fachwerkwohnhaus, zweigeschossig, Erdgeschoss massiv unterfahren, wahrscheinlich Ziegelmauerwerk, ein Giebel massiv Ziegelmauerwerk, Fachwerkobergeschoss, teilweise mit Ziegeln ausgesetzt, sehr hohes Haus auf schmalem Grundriss, im Erdgeschoss zu großes Fenster und massiver Anbau, vermutlich 50er Jahre 20. Jahrhunderts, Obergeschoss regelmäßiges Fachwerk, Eckstreben und engstielig, Schwellenkranz aus Rähm des Erdgeschosses, Füllhölzern und Schwelle Obergeschoss, Mansarddach, Kehlbalkendach, Denkmalwert: Heimatgeschichtliche Bedeutung als zeit- und landschaftstypisches städtisches Fachwerkwohnhaus. | 09244353  |
| Direkt Bild zu diesem Denkmal hochladen | Wohnhaus in geschlossener Bebauung | Altwaldenburger Straße 38 (Karte)                                  | 1. Hälfte 19. Jahrhundert                              | Baugeschichtlich von Bedeutung. Schlichter Putzbau, Fenstergewände in Porphyrtuff, Porphyrgewände. | 09242503  |
| Direkt Bild zu diesem Denkmal hochladen | Wohnstallhaus, ehemalige Schäferei | Altwaldenburger Straße 39b (Karte)                                 | um 1800                                                | Sozial- und baugeschichtlich von Bedeutung. Fachwerkbau, Fachwerk Obergeschoss, Erdgeschoss massiv, leicht verändert, ein Giebel verputzt oder verkleidet. | 09242504  |
| Direkt Bild zu diesem Denkmal hochladen | Stallgebäude eines Vierseithofes | Altwaldenburger Straße 43 (Karte)                                  | um 1800                                                | Sozial- und baugeschichtlich von Bedeutung. Zwei Bauphasen, Giebel verbrettert, jüngerer Bauteil baufällig, vermutlich ehemaliges Wohnstallhaus. | 09242505  |
| Direkt Bild zu diesem Denkmal hochladen | Ehemaliger Marstall, vierflügelige Anlage | Am Amtsberg 1 (Karte)                                              | 19. Jahrhundert                                        | Baugeschichtlich und ortsgeschichtlich von Bedeutung, ortsbildprägende Lage gegenüber dem Schloss. | 09303380  |
| Direkt Bild zu diesem Denkmal hochladen | Mauereinfassung auf der Rückseite des ehemaligen Gerichtes | Am Amtsberg 2 (Karte)                                              | 19. Jahrhundert                                        | Ortsgeschichtlich und ortsbildprägend von Bedeutung. | 09242541  |
| Direkt Bild zu diesem Denkmal hochladen | Schrankenwärterhaus mit Ausstattung | Am Hellmannsgrund (Karte)                                          | 1875                                                   | Einzeldenkmal in der o. g. Sachgesamtheit: (siehe Sachgesamtheit 09306181) Am Bahnkilometer 7,8 der Eisenbahnstrecke Glauchau–Wurzen (Muldentalbahn) mit mechanischer Hebelbank, eines der wenigen an der Muldentalbahnstrecke erhaltenen Wärterhäuser dieser Art, technikgeschichtlich und eisenbahngeschichtlich von Bedeutung. Kleines eingeschossiges Funktionsgebäude, Putzbau, Satteldach mit Preoliteindeckung, Hebelbank zur Bedienung der Schrankenanlage, nur noch Reste der Schrankenanlagen erhalten. | 09306099  |
| Direkt Bild zu diesem Denkmal hochladen | Wohnstallhaus eines Bauernhofes | Am Hellmannsgrund 2 (Karte)                                        | um 1790                                                | Putzbau mit Segmentbogenportal und Krüppelwalmdach, baugeschichtlich von Bedeutung. Fachwerk Obergeschoss verputzt, originales Türgewände, Fenster im Erdgeschoss zu groß, Erdgeschoss massiv, Krüppelwalmdach. | 09242559  |
| Direkt Bild zu diesem Denkmal hochladen | Zwei Stadtscheunenreihen (Anschrift: Scheunenweg und An den Scheunen 3-25) | An den Scheunen 3; 5; 7; 9; 11; 13; 15; 17; 19; 21; 23; 25 (Karte) | 19. Jahrhundert                                        | Orts- und wirtschaftsgeschichtlich von Bedeutung. | 09242619  |
| Direkt Bild zu diesem Denkmal hochladen | Denkmal für die Gefallenen des Ersten Weltkrieges | August-Bebel-Straße (Karte)                                        | 1922 (Kriegerdenkmal)                                  | Ortsgeschichtlich von Bedeutung. Porphyr, Inschrift: „Niemand hat größere Liebe denn die, daß er sein Leben läßt für seine Freunde. Johs. 15.13.“ | 09242508  |
| Direkt Bild zu diesem Denkmal hochladen | Kapelle und Denkmal für die Verfolgten des Naziregimes auf dem Friedhof Oberstadt | August-Bebel-Straße (Karte)                                        | um 1900                                                | Geschichtlich, orts- und baugeschichtlich von Bedeutung. Kapelle mit Kreuzigungs-Relief über dem Zugang. | 09303681  |
| Direkt Bild zu diesem Denkmal hochladen | Schulgebäude (ehemaliges Seminar, Anschrift: August-Bebel-Straße 1 und Altenburger Straße 44a), mehrere Gebäudeflügel mit ehemaliger Turnhalle sowie ehemaliges Toilettenhäuschen                                                                                            | August-Bebel-Straße 1 (Karte)                                      | bezeichnet 1844 (Seminargebäude)                       | Orts- und baugeschichtlich von Bedeutung, Gründerzeitgebäude, Erweiterungsbauten im Stil der Neorenaissance. Ehemaliges Fürstliches-Schönburgisches Schullehrerseminar, heute Gymnasium, verschiedene Erweiterungsbauten und Anstaltsturnhalle von 1864, Proseminar 1894 – Neubau nach Brand, Gesamtkomplex in sehr gutem Originalzustand, Gründung von Fürst Otto Viktor von Schönburg-Waldenburg. | 09242509  |
| Direkt Bild zu diesem Denkmal hochladen | Pfarrhaus und Reste der Einfriedung | August-Bebel-Straße 2 (Karte)                                      | 19. Jahrhundert                                        | Ortsgeschichtlich und baugeschichtlich von Bedeutung, repräsentatives Gründerzeitgebäude in städtebaulich markanter Lage. Mezzaningeschoss, Putz verändert. | 09242510  |
| Direkt Bild zu diesem Denkmal hochladen | Stiftsgebäude (Krankenhaus) | August-Bebel-Straße 9 (Karte)                                      | bezeichnet 1843 (Stiftsgebäude)                        | Orts- und baugeschichtlich von Bedeutung. Mezzaningeschoss, Putz verändert, auf Rückseite Stift zu große Fenster ins Mauerwerk gebrochen, bezeichnet „MDCCCXLIII“ (1843). | 09242512  |
| Weitere Bilder                          | Kirche (mit Ausstattung) | Bahnhofstraße (Karte)                                              | 1823                                                   | Ortsgeschichtlich, städtebaulich, kunsthistorisch und baugeschichtlich von Bedeutung. Klassizistischer Kirchenbau des Leipziger Architekten Albert Geutebrück, Pfarrkirche der Unterstadt (Waldenburg-Altstadt), Saal mit umlaufenden zweigeschossigen Emporen, axial angeordnete Kanzel, mit zweigeschossigem Logenprospekt in Verbindung stehend. | 09242514  |
| Direkt Bild zu diesem Denkmal hochladen | Wohnhaus, Nebengebäude und Werkstattgebäude einer Töpferei (mit Kassler Langofen) | Bahnhofstraße 2 (Karte)                                            | 19. Jahrhundert                                        | Technik- und ortsgeschichtlich von Bedeutung, Töpferei Grünert, ehemals Töpferei Schulze. Älteste Töpferei Waldenburgs, die noch in Betrieb ist, Kassler Langofen und andere Ausrüstungsgegenstände, am Wohnhaus zu großes Fenster. | 09242515  |
| Weitere Bilder                          | Seitengebäude (vermutlich ehemals Wohnhaus) des Pfarrhofes | Bahnhofstraße 3 (Karte)                                            | um 1800                                                | Orts- und baugeschichtlich von Bedeutung. Fachwerkbau, Fachwerk Obergeschoss, Erdgeschoss massiv, Bruchsteinmauerwerk, gefährdet. | 09242516  |
| Direkt Bild zu diesem Denkmal hochladen | Wohnstallhaus und Scheune eines Bauernhofes | Bahnhofstraße 4 (Karte)                                            | um 1800                                                | Baugeschichtlich und wirtschaftsgeschichtlich von Bedeutung, Fachwerkbauten, ortsbildprägende Lage nahe der Lutherkirche. Gezapfte Streben, Obergeschoss verbrettert, gefährdet. | 09242517  |
| Direkt Bild zu diesem Denkmal hochladen | Wohnhaus eines Bauernhofes | Bahnhofstraße 6 (Karte)                                            | um 1800                                                | Baugeschichtlich von Bedeutung, Fachwerkbau, ortsbildprägende Lage. Fachwerk Obergeschoss verbrettert, Erdgeschoss massiv, leichte Veränderungen. | 09242518  |
| Direkt Bild zu diesem Denkmal hochladen | Wohnhaus eines Bauernhofes | Bahnhofstraße 7 (Karte)                                            | bezeichnet 1729                                        | Baugeschichtlich von Bedeutung, Fachwerkbau, mit schönem barocken Segmentbogenportal, wichtig für das Straßenbild. Fachwerk Obergeschoss, Erdgeschoss und Giebel massiv, Ladeneinbau entstellend, Haus wichtig für Straßenbild. | 09242519  |
| Direkt Bild zu diesem Denkmal hochladen | Wohnhaus in Ecklage | Bahnhofstraße 10 (Karte)                                           | Ende 19. Jahrhundert                                   | Mit Laden, baugeschichtlich und städtebaulich von Bedeutung. Gründerzeitgebäude, aufwändig gestaltete Putzfassade, Putzfassade mit Lisenen und Fensterüberdachungen im Obergeschoss. | 09242520  |
| Direkt Bild zu diesem Denkmal hochladen | Wohnhaus | Bahnhofstraße 12 (Karte)                                           | um 1800                                                | Baugeschichtlich von Bedeutung. Fachwerk Obergeschoss verputzt, eventuell auch massiv, Erdgeschoss massiv mit originalem Türgewände und Haustür. | 09242521  |
| Direkt Bild zu diesem Denkmal hochladen | Wohnhaus | Bahnhofstraße 13 (Karte)                                           | um 1800                                                | Baugeschichtlich von Bedeutung, mit Fachwerkobergeschoss (verputzt). Fachwerk Obergeschoss – verputzt, Abbruch genehmigt. | 09242522  |
| Direkt Bild zu diesem Denkmal hochladen | Gasthof mit Saalanbau | Bahnhofstraße 14 (Karte)                                           | Ende 18. Jahrhundert                                   | Mit Fachwerkobergeschoss, ortsgeschichtlich und baugeschichtlich von Bedeutung. Fachwerk Obergeschoss verputzt oder verschiefert, Krüppelwalmdach. | 09242523  |
| Direkt Bild zu diesem Denkmal hochladen | Stallgebäude und Toreinfahrt eines Bauernhofes | Bahnhofstraße 16 (Karte)                                           | um 1800                                                | Bau- und wirtschaftsgeschichtlich von Bedeutung. Fachwerkgebäude, Obergeschoss teilweise verbrettert, Garageneinbauten. | 09242524  |
| Direkt Bild zu diesem Denkmal hochladen | Wohnhaus | Bahnhofstraße 17 (Karte)                                           | um 1800                                                | Sozial- und baugeschichtlich von Bedeutung. Fachwerk Obergeschoss eventuell am Vorderhaus massiv, originale Fenstergewände, Abbruch genehmigt. | 09242525  |
| Direkt Bild zu diesem Denkmal hochladen | Ehemaliges Wohnstallhaus und Seitengebäude eines Bauernhofes | Bahnhofstraße 18 (Karte)                                           | um 1800                                                | Baugeschichtlich von Bedeutung. Fachwerkbauten, Krüppelwalmdach, verschieferter Giebel, zu große Fenster im Erdgeschoss, rückwärtige Traufseite verputzt. | 09242526  |
| Direkt Bild zu diesem Denkmal hochladen | Wohnhaus, vermutlich eines Bauernhofes | Bahnhofstraße 21 (Karte)                                           | 1. Hälfte 19. Jahrhundert                              | Baugeschichtlich von Bedeutung, mit Fachwerkobergeschoss (verputzt). Fachwerk Obergeschoss verputzt – teilweise massiv, Erdgeschoss massiv, Bruchsteinmauerwerk. | 09242527  |
| Direkt Bild zu diesem Denkmal hochladen | Scheune eines Dreiseithofes | Bahnhofstraße 62; 62a (Karte)                                      | um 1800                                                | Wirtschaftsgeschichtlich von Bedeutung, ortsbildprägender Fachwerkbau. Kleiner Teil des Hauses massiv. | 09242532  |
|                                         | Wohnhaus (zwei Hausteile) in geschlossener Bebauung sowie Gedenktafel für Carl Wilhelm Richter | Carl-Wilhelm-Richter-Platz 3 (Karte)                               | bezeichnet 1781 (Wohnhaus)                             | Städtebaulich, ortsgeschichtlich und baugeschichtlich von Bedeutung. Barockes Gebäude mit Wandschränken und Kreuzgewölben im Hausflur, Seitenhaus: Gedenktafel für Carl Wilhelm Richter – genaue Aufschrift: „Dem edlen Stifter Carl Wilhelm Richter, gestorben 1879, von der Stadt Waldenburg“, in diesem Haus „Trinks Weberei“ 1784 erstmals genannt. | 09242533  |
| Direkt Bild zu diesem Denkmal hochladen | Wohnhaus in geschlossener Bebauung | Carl-Wilhelm-Richter-Platz 4 (Karte)                               | um 1800, vielleicht älter                              | Städtebaulich und baugeschichtlich von Bedeutung. Zwei Fenstergewände von 1800, Haustür Ende 19. Jahrhundert. | 09242534  |
|                                         | Wohnhaus in Ecklage | Carl-Wilhelm-Richter-Platz 5 (Karte)                               | 18. Jahrhundert                                        | Städtebaulich und baugeschichtlich von Bedeutung, Bauwerk mit reichem barocken Bestand, platzbildprägend. Haustür original, Krüppelwalmdach, mit Seitenflügeln, Gewerbehaus genannt. | 09242535  |
| Direkt Bild zu diesem Denkmal hochladen | Wohnhaus | Dammweg 8 (Karte)                                                  | um 1800                                                | Sozial- und baugeschichtlich von Bedeutung, mit Fachwerkobergeschoss. Erdgeschoss massiv, Fachwerk Obergeschoss, eine Seite verschiefert. | 09242536  |
| Direkt Bild zu diesem Denkmal hochladen | Wohnhaus | Dammweg 9 (Karte)                                                  | um 1800                                                | Baugeschichtlich von Bedeutung. Fachwerk Obergeschoss verputzt, teilweise massiv, Erdgeschoss massiv, originale Fenstergewände. | 09242537  |
| Direkt Bild zu diesem Denkmal hochladen | Wohnhaus | Eichlaide 8 (Karte)                                                | um 1800                                                | Sozial- und baugeschichtlich von Bedeutung, straßenraumbildend. Fachwerkobergeschoss verputzt, Häuslerhaus im alten Ortsteil Eichlaide. Fachwerk Obergeschoss, Erdgeschoss massiv, zu große Fenster im Erdgeschoss, straßenraumbildend, Fachwerk verputzt. | 09242633  |
| Direkt Bild zu diesem Denkmal hochladen | Wohnhaus | Eichlaide 11 (Karte)                                               | 2. Hälfte 18. Jahrhundert                              | Sozial- und baugeschichtlich von Bedeutung, mit Fachwerkobergeschoss, Häuslerhaus im alten Ortsteil Eichlaide. Fachwerk Obergeschoss, Erdgeschoss massiv, alte Fenstergewände. | 09242634  |
| Direkt Bild zu diesem Denkmal hochladen | Wohnhaus | Eichlaide 15 (Karte)                                               | um 1800                                                | Baugeschichtlich von Bedeutung, mit Fachwerkobergeschoss, Häuslerhaus im alten Ortsteil Eichlaide. Fachwerk Obergeschoss, Erdgeschoss massiv. | 09242635  |
| Direkt Bild zu diesem Denkmal hochladen | Häusleranwesen, Hakenhof | Eichlaide 26 (Karte)                                               | 1. Hälfte 19. Jahrhundert                              | Sozial- und baugeschichtlich von Bedeutung, Häuslerhaus im alten Ortsteil Eichlaide. Teilweise massiv, Rest Fachwerk verputzt. | 09242636  |
| Direkt Bild zu diesem Denkmal hochladen | Empfangsgebäude, Freiabort, Pflaster, Bahnmeisterhaus, sowie Schrankenwärterhaus des Bahnhofs Waldenburg | Friedrich-Engels-Straße 3 (Karte)                                  | 1875                                                   | Eisenbahngeschichtlich bedeutend durch Station der Eisenbahnstrecke Glauchau–Wurzen (Muldentalbahn), bedeutende Anlage der Muldentalbahn und signifikant für Bahnhöfe sächsischer Nebenbahnen in Städten vergleichbarer Größe, Gründerzeitgebäude mit Anklängen an den Schweizerstil verleihen dem Bahnhof baugeschichtliche Bedeutung. Einzeldenkmale in der o. g. Sachgesamtheit: (siehe Sachgesamtheitsbestandteil 09306131): - Empfangsgebäude: Langgestreckter zweigeschossiger Putzbau mit Drempel und zwei Seitenrisaliten (bahnseitig), gegliederte Dachlandschaft, Preolitdeckung, Gurtgesimse, Putznutungen überwiegend entfernt, Fenstergewände im Obergeschoss profiliert, Hausbahnsteig teilweise überdacht (Holzkonstruktion), Innenausstattung weitgehend original (Holztüren, Putzpilaster, Fußbodenfliesen), Höhenmarke 231,295 über NN, - Freiabort: Massiv ausgeführt, weitgehend original, Natursteinpflaster (Granit) im Segmentbogenverband, - Bahnmeisterhaus (Angestelltenwohnhaus): Um 1895 erbauter Klinkergebäude mit Drempel über rechteckigem Grundriss auf Natursteinsockel (Polygonalmauerwerk), Gurtgesims zwischen Erdgeschoss und Obergeschoss, Fries zwischen Obergeschoss und Drempel, Satteldach mit Ziegeldeckung, Segmentbogenfenster, teilweise zugesetzt, zur Straße hin mittiger Anbau (Treppenhaus), weitgehend original erhalten, - Schrankenwärterhaus am Bahnkilometer, 2015 Innenausstattung nicht überprüft. | 09303683  |
| Direkt Bild zu diesem Denkmal hochladen | Scheune und Stallgebäude eines Dreiseithofes | Friedrich-Engels-Straße 34 (Karte)                                 | um 1800                                                | Baugeschichtlich von Bedeutung. Fachwerkbauten, Fachwerk Obergeschoss, Erdgeschoss massiv, traufseitiger Anbau am Stall. | 09242540  |
| Direkt Bild zu diesem Denkmal hochladen | Mauereinfassung | Gärtnereiweg (Karte)                                               | 19. Jahrhundert                                        | Ortsgeschichtlich und ortsbildprägend von Bedeutung. Auf der Rückseite des ehemaligen Gerichtes (Anschrift: Am Amtsberg 2). | 09242541, |
|                                         | Museumsgebäude einschließlich des Naturalienkabinetts (darin enthalten Sammlung der Leipziger Apothekerfamilie Linck) mit Ausstellungsmobiliar, Beschriftungen und Sammlungsobjekten in der Ausstellungskonzeption des 19. Jahrhunderts mit Überformung in den 1930er Jahren | Geschwister-Scholl-Platz 1 (Karte)                                 | 1845/1846                                              | Als einer der ältesten Museumszweckbauten Deutschlands mit einer überregional bedeutsamen naturkundlichen Sammlung in der ebenfalls nur noch vereinzelt anzutreffenden historischen Präsentation vorwiegend der 1930er Jahre von wissenschaftsgeschichtlicher, museumsgeschichtlicher, baugeschichtlicher, ortsgeschichtlicher und herrschaftsgeschichtlicher Bedeutung. Das Waldenburger Naturalienkabinett zählt zu den ältesten naturkundlichen Museen in Deutschland. Den Kern des Museums bildet die umfangreiche Naturalien- und Kunstsammlung der Leipziger Apothekerfamilie Linck. Weitere bedeutende naturkundliche Sammlungen, Einzelobjekte sowie Ethnographica wurden im Verlauf des 19. Jahrhunderts für das Waldenburger Museum erworben. Das Gebäude wurde 1845/46 im Auftrag von Fürst Otto Victor I. von Schönburg-Waldenburg als Museum erbaut. In den Bauakten wird das Gebäude als Museum und Kunstkabinett bezeichnet. Tatsächlich wurde von Anbeginn an die naturkundliche Sammlung des Fürsten in den Räumen des ersten Obergeschosses präsentiert. Im Erdgeschoss befand sich eine Remise, in der Kutschen und Schlitten untergebracht wurden. Seit 1935 wurde stattdessen ein Heimatmuseum eingerichtet. 1976 wurden die Tore der Remise durch schmale und hohe Fenster ersetzt und in den Räumen des Erdgeschosses eine heimatkundliche Sammlung gezeigt. Das Obergeschoss des Putzbaus wird durch regelmäßig angeordnete, großflächige Segmentbogenfenster gegliedert. Die Horizontale des Gebäudes betonen ein durchlaufendes Fensterbankgesims sowie ein Zierfries unterhalb des Daches. Das Gebäude ist in seinem Inneren klar strukturiert. Das zweiläufige Treppenhaus ist Platz sparend seitlich angeordnet. Der anschließende, mittig erschlossene Museumsraum wurde durch Fachwerktrennwände in 12 Kabinette beiderseits des Mittelgangs unterteilt. Durch die großflächigen Fenster sind alle Kabinette lichtdurchflutet. Gegenüber der Treppe befindet sich ein kleiner abgeschlossener Raum. Die Kabinette dienten der Unterbringung der umfangreichen Sammlungen, die nach Wissenschaftszweigen und Sammlungsgebieten gegliedert wurden. Das Museum: Die Sammlungsgegenstände wurden in eigens hierfür hergestellte Glasvitrinen untergebracht, die heute größtenteils original erhalten blieben. Das von Fürst Otto Victor I. geschaffene Museum entsprach nicht mehr den fürstlichen Raritätenkammern. Er „…verfolgte die Absicht, durch 'die Errichtung eines naturhistorischen Museums mit Bibliothek ein neues Mittel' zu schaffen, um 'Aufklärung und Intelligenz zu vermehren und Anregung für die Geschichte der Naturwissenschaften zu bieten'“ (Museumsheft Naturalienkabinett Waldenburg. Datiert 7. hg. v. Sächsische Landesstelle für Museumswesen, S. 10). Das Museum wurde zunächst betreut vom Oberförster Gustav Adolf Gieße. 1877 übernahm der ehemalige Leibjäger Anton Schaider die Stelle eines Museumsaufsehers des inzwischen in schlechtem Zustand befindlichen Museums. Seine Aufgabe war es vor allem, die Präparate zu reinigen, zu ordnen und Restaurierungen einzuleiten. Die Zeit zwischen dem Ersten und dem Zweiten Weltkrieg war gekennzeichnet durch die Neuordnung und wissenschaftliche Aufarbeitung der Sammlung und ihrer Geschichte. Schließlich konnte Fürst Günther 1933/34 Wissenschaftler für die Neuordnung seiner Sammlung gewinnen. Beschäftigt wurden der Mineraloge Alfred Seifert und der Zoologe Konstantin Wöpke. Im Bewusstsein der Bedeutung der Linckschen Sammlung, dem Kernstück des Naturalienkabinetts, sah ihre Konzeption eine gesonderte Präsentation des Raritätenkabinetts des Apotheker Linck vor, ohne dabei jedoch die Komplexität des Naturalienkabinetts zu zerstören. Das ehemalige Arbeitszimmer gegenüber der Treppe wurde somit umgestaltet in ein Sammlerzimmer der Barockzeit. Die wissenschaftliche Grundlage bildete der Katalog der Linck-Sammlung „Index Musaei Linckiani“ (1783–1787) und zeitgenössische Kupferstiche von Raritätenkabinetten gleicher Zeit. Im Naturalienkabinett wurden die Objekte entsprechend geordnet und mit neuen, den aktuellen wissenschaftlichen Kenntnissen entsprechenden Schildern versehen. Die rot beschrifteten Objekte stammten aus der Linckschen-Sammlung. 1934 wurde dann das Museum wiedereröffnet. 1935 wurde auch das Heimatmuseum des Gewerbevereins eröffnet. Das Naturalienkabinett einschließlich des Linck-Zimmers erfuhr seitdem nur marginale Veränderungen, so dass es heute ein geschlossenes Bild einer Museumskonzeption der 1930er Jahre zeigt, wie es in vergleichbarer Art und Geschlossenheit kaum noch anzutreffen ist. Die Sammlungen: Das Kernstück der Waldenburger Naturalien- und Kunstsammlungen bildet die Linck-Sammlung. - Linck-Sammlung: Der Leipziger Apotheker Heinrich Linck (1638–1717) begann um 1670 die Sammlung anzulegen. 1717 übernahm dessen Sohn Johann Heinrich Linck der Ältere (1674–1734) nach dem Tod des Vaters und seines Bruders allein die Sammlung. Linck schrieb 1727, dass seine Sammlung drei Gebiete umfasse: das Tierreich, das Pflanzenreich und das Mineralreich („Meine Collection von Naturalien bestehet in dreyen Regnis“). Zur Sammlung gehören: Spiritus- und Trockenpräparate, eine anatomische Sammlung menschlicher Früh- und Missgeburten, Mineralien, Fossilien, Herbarien, physikalische Gerätschaften sowie kunsthandwerkliche Produkte. Der Index der Sammlung führt 13.800 Objekte an. - Herbarium von Reichel: Im 3. Raum im großen Glasschrank ist das Herbarium des Hohensteiner Apothekers Karl Ferdinand Reichel untergebracht. Es umfasst 63 geschnürte Faszikel. Enthalten sind vor allem Samenpflanzen sowie Moose, Flechten und Pilze. Der überwiegende Teil der Sammelobjekte stammt aus Europa. In den Mappen finden sich aber auch vereinzelte Exemplare aus Afrika, Asien und Amerika. - Mineraliensammlung und Zubehör Karl Ferdinand Reichel (1800–1860) - Vogelsammlung des Greizer Bäckermeisters und Ornithologen Carl Ferdinand Oberländer (1805–1866): Im Mai 1840 erwarb Fürst Victor I. 1200 Tiere (250 paläarktische – meist europäische – und 32 exotische Arten). - Kleinere Vogelsammlung von Melchior Pässler (1816–1902): Bauer und Besitzer des Gasthofs „Zur Linde“ in Breitenbach bei Meerane. - Gliedertiersammlung Karl Gerhardt: Präparator am Zoologischen Institut in Leipzig, - Mineraliensammlung Wey: 160 Mineralien aus der Sammlung des Oberförster Wey. - Weitere wichtige Sammlungsbestandteile: Seesternkollektion, Lincksammlung – wiederum älteste Sammlung, Linck Systematik für die Seesterne entwickelt Conchyliensammlung, Lincksammlung – (mit abgeschliffenen und verzierten Schalen vom Nautilus und Meeresschnecken!) Herbar der Lincksammlung Böttgersteinzeug, Farbgläser des Johannes Kunckel, Schamantrommel der Samen (äußerst selten!) Brennspiegel von Andreas Gärtner, Brennlinse von Ehrenfried Walther von Tschirnhaus, Wasserwaagen von Jacob Leupold altägyptische Mumie. Denkmalwert: - Wissenschaftsgeschichtliche Bedeutung: Die aus mehreren Jahrhunderten stammenden Sammlungen dokumentieren den wissenschaftlichen Erkenntnisstand der jeweiligen Sammlungszeit auf Grund ihrer Zuordnung zu bestimmten Sammlungsgebieten und ihrer wissenschaftlichen Beschreibung. Einige der im Naturalienkabinett vereinten Sammlungen gehören zu den bedeutendsten naturkundlichen und kulturhistorisch bedeutendsten Sammlungen Sachsens bzw. erlangen überregionale Bedeutung. - Museumsgeschichtliche Bedeutung: Das Naturalienkabinett sowie das Museumsgebäude selbst dokumentieren in exemplarischer Weise museumspädagogische Auffassungen des 19. und beginnenden 20. Jh. und belegen zugleich den konservatorischen Umgang mit den Sammlungsobjekten. - Baugeschichtliche Bedeutung: Das 1843/44 erbaute Museum gehört zu den ältesten, authentisch erhaltenen Museumszweckbauten Sachsens. Es dokumentiert die Bauaufgabe Museum des beginnenden 19. Jh. Neben einer rationellen Raumaufteilung fallen die gute Belichtung der Räume, die ungeteilten großen Wandflächen und die mittige Erschließung der Ausstellungsräume auf. - Herrschaftsgeschichtliche Bedeutung: Wie an anderen Fürstenhäusern auch, entstand diese Sammlung als herrschaftliche Sammlung. Herrschaftliche Sammlungen waren zur Entstehungszeit des Waldenburger Naturalienkabinetts durchaus weit verbreitet. Allerdings unterschied diese sich deutlich von anderen Sammlungen durch ihren wissenschaftlichen Bildungsanspruch, der für das Fürstenhaus Schönburg-Waldenburg charakteristisch ist. | 09242613  |
| Direkt Bild zu diesem Denkmal hochladen | Wohnhaus, traufständig und ein weiteres, hinten angebautes Wohnhaus | Gartenstraße 7 (Karte)                                             | Um 1800 (vorderes Wohnhaus); um 1900 (hinterer Bau)    | Der vordere, ältere Bau mit Erdgeschoss in Bruchstein und Fachwerk-Obergeschoss, der hintere Bau massiv in Ziegel ausgeführt, letztes authentisch erhaltenes Anwesen der Gartenstraße in Waldenburg-Altstadt, baugeschichtliche Bedeutung | 09307046  |
| Weitere Bilder                          | Meilenstein | Glauchauer Straße (Karte)                                          | 19. Jahrhundert (Meilenstein)                          | Verkehrsgeschichtlich von Bedeutung. Lage: Ursprünglich Ecke Glauchauer Gasse. | 09242553  |
| Direkt Bild zu diesem Denkmal hochladen | Wohnhaus in Ecklage und geschlossener Bebauung | Glauchauer Straße 1 (Karte)                                        | 18. Jahrhundert                                        | Mit Laden, städtebaulich und baugeschichtlich von Bedeutung. Marktbildprägender Eckbau, barocke wirkende Hauseingangstür, schöne originale Haustür. | 09242543  |
| Direkt Bild zu diesem Denkmal hochladen | Wohnhaus in geschlossener Bebauung | Glauchauer Straße 2 (Karte)                                        | 2. Hälfte 19. Jahrhundert                              | Mit Laden, städtebaulich und baugeschichtlich von Bedeutung. Gründerzeitgebäude von noch klassizistischer Wirkung. | 09242544  |
| Direkt Bild zu diesem Denkmal hochladen | Wohnhaus in geschlossener Bebauung | Glauchauer Straße 4 (Karte)                                        | 1. Hälfte 19. Jahrhundert                              | Städtebaulich und baugeschichtlich von Bedeutung. Klassizistisches Türportal, originale Tür- und Fenstergewände. | 09242545  |
| Direkt Bild zu diesem Denkmal hochladen | Wohnhaus in geschlossener Bebauung | Glauchauer Straße 5 (Karte)                                        | 1. Hälfte 19. Jahrhundert                              | Städtebaulich und baugeschichtlich von Bedeutung. Klassizistisches Türportal, mit Fachwerkobergeschoss, originale Tür- und Fenstergewände sowie Haustür. | 09242546  |
| Direkt Bild zu diesem Denkmal hochladen | Wohnhaus in geschlossener Bebauung | Glauchauer Straße 8 (Karte)                                        | 1. Hälfte 19. Jahrhundert                              | Städtebaulich und baugeschichtlich von Bedeutung. Klassizistisches Gebäude, originale Tür- und Fenstergewände sowie Haustür. | 09242547  |
| Direkt Bild zu diesem Denkmal hochladen | Bankschließfachanlage „Victor“ der Fa. Carl Kästner Geldschrankfabrik und Tresorbauanstalt Leipzig | Glauchauer Straße 15 (Karte)                                       | um 1910                                                | Seltenes Zeugnis des Schließfach- und Tresorbaus vermutlich um 1910, als Produkt eines bedeutenden sächsischen Herstellers von Geldschränken und Tresoranlagen von technikgeschichtlicher Bedeutung. Schließfachanlage in der ehemaligen Bank für Handel und Gewerbe eGmbH (Genossenschaftsbank) Hersteller: Carl Kästner AG, Geldschrankfabrik und Tresorbauanstalt, Leipzig Typ „Victor“ (geschützt durch D.R.P.) Breite zirka 1,95 m, Tiefe ca. 0,85 m, Höhe ca. 2,75 m; Volksbank Waldenburg besitzt zurzeit noch Schlüssel sowie fehlende Teile des Objekts. (Stand 02/2013) | 09304576  |
| Direkt Bild zu diesem Denkmal hochladen | Wohnhaus in ehemals geschlossener Bebauung | Glauchauer Straße 23 (Karte)                                       | 2. Hälfte 18. Jahrhundert                              | Städtebaulich und baugeschichtlich von Bedeutung. Mit Segmentbogenportal, Fachwerk Obergeschoss verputzt, Erdgeschoss mit originalen Tür- und Fenstergewänden. | 09242551  |
| Direkt Bild zu diesem Denkmal hochladen | Villa | Glauchauer Straße 24 (Karte)                                       | 2. Hälfte 19. Jahrhundert                              | Städtebaulich und baugeschichtlich von Bedeutung. Prächtiges Gründerzeitgebäude, wertvolle Balkons und Loggien zur Hangseite, ehemalige Villa, später Sozialstation/Diakonie/Ärztehaus, originale Fassadengliederung, Haustür, Treppenaufgang. | 09242552  |
| Direkt Bild zu diesem Denkmal hochladen | Wohnstallhaus eines Bauernhofes | Grünfelder Straße 1 (Karte)                                        | Ende 18. Jahrhundert                                   | Städtebaulich und baugeschichtlich von Bedeutung. Fachwerkbau, strebenreiches Fachwerk, Fachwerk Obergeschoss, Erdgeschoss massiv, Gewände im Erdgeschoss erhalten. | 09242554  |
| Direkt Bild zu diesem Denkmal hochladen | Villa | Grünfelder Straße 10 (Karte)                                       | um 1905                                                | Baugeschichtlich von Bedeutung. Gründerzeitliches Gebäude mit aufwändiger Gestaltung. | 09242556  |
| Direkt Bild zu diesem Denkmal hochladen | Drei Ökonomiegebäude (darunter das sogenannte Teehaus, Haus-Nr. 40) des Grünfelder Schlösschens, Einfriedungsmauer und Brunnen | Grünfelder Straße 38; 40 (Karte)                                   | um 1780/1790 (Ökonomiegebäude)                         | Orts- und baugeschichtlich von Bedeutung, Teil der Grünfelder Parks. Einzeldenkmale der Sachgesamtheit Grünfelder Park (siehe auch Sachgesamtheit 09302564) | 09302567  |
| Direkt Bild zu diesem Denkmal hochladen | Wohnhaus | Heinrich-Heine-Straße 1 (Karte)                                    | um 1890                                                | Eingeschossig, in zwei Baukörper aufgelöst mit bewegter Dachlandschaft, im Bereich der ausgebauten Drempel-Dächer historisierende Fachwerkelemente, im massiven Erdgeschoss Eckquaderung, baugeschichtlich von Bedeutung. | 09242557  |
| Direkt Bild zu diesem Denkmal hochladen | Villa | Heinrich-Heine-Straße 2 (Karte)                                    | um 1905                                                | Über Bruchsteinsockel eingeschossiger Klinkerbau, stark ausgebautes bewegtes Dach, eine Mischung aus Historismus und Jugendstil, baugeschichtlich von Bedeutung. Initiale: „M L“, historische Einfriedung 2010 nicht mehr vorhanden. | 09242558  |
| Direkt Bild zu diesem Denkmal hochladen | Ehemaliges Amtsgericht (heute Wohnhaus) mit Hinterhaus (ehemaliges Gefängnis, heute Wohnhaus) | Jahnstraße 1 (Karte)                                               | 1888                                                   | Städtebaulich, ortsgeschichtlich und baugeschichtlich von Bedeutung. Ehemals Amtsgericht und Gefangenenhaus, prächtiger Gründerzeitbau (Klinkerfassade), Klinkerfassade, Mittelrisalit. | 09242560  |
| Direkt Bild zu diesem Denkmal hochladen | Schule | Jahnstraße 10 (Karte)                                              | 1909–1909                                              | Schulbau im Stil der Reformarchitektur des frühen 20. Jahrhunderts mit Erweiterungsbau, baugeschichtlich von Bedeutung. | 09305282  |
| Weitere Bilder                          | Kirche mit Ausstattung | Kirchplatz (Karte)                                                 | 1. Hälfte 15. Jahrhundert                              | Kunstgeschichtlich, ortsbildprägend, ortsgeschichtlich und baugeschichtlich von Bedeutung. Zweischiffige spätgotische Hallenkirche, Stadtkirche St. Bartholomäus mit Sandstein-Epitaph, Taufe, Kelch sowie Grabdenkmälern aus dem 16. Jahrhundert. | 09242561  |
|                                         | Wohnhaus in Ecklage | Kirchplatz 1 (Karte)                                               | um 1800                                                | Städtebaulich, orts- und baugeschichtlich von Bedeutung. Geburtshaus des in Berlin und Rom tätigen Malers und Kunstschriftstellers Moritz Meurer (1839–1916), 2. April 1839 Maler und Kunstschriftsteller Moritz Meurer geboren, ehemaliges Pfarrhaus, vermutlich ursprünglich aus zwei Gebäuden bestehend, gefährdet. | 09242562  |
|                                         | Ehemalige Schule, heute Vereinshaus | Kirchplatz 3 (Karte)                                               | 2. Hälfte 19. Jahrhundert                              | Städtebaulich, ortshistorisch und baugeschichtlich von Bedeutung. Originale Haustür, Treppe zum Kirchplatz, Fassade modernisiert. | 09242563  |
| Direkt Bild zu diesem Denkmal hochladen | Wohnhaus in geschlossener Bebauung | Königsplatz 3 (Karte)                                              | 1. Hälfte 19. Jahrhundert                              | Städtebaulich und baugeschichtlich von Bedeutung. Klassizistisches Türgewände, originales Türgewände. | 09242564  |
| Direkt Bild zu diesem Denkmal hochladen | Wohnhaus in geschlossener Bebauung | Königsplatz 5 (Karte)                                              | bezeichnet 1834                                        | Mit Laden, städtebaulich und baugeschichtlich von Bedeutung. Schönes klassizistisches Türportal, mit Ladeneinbau um 1935 von: Baukeramik G. Windisch Glauchau – zwei Figuren am Ladeneingang, schöne Keramik-Ladenfront – 2010 nicht mehr vorhanden. | 09242565  |
| Direkt Bild zu diesem Denkmal hochladen | Wohnhaus in geschlossener Bebauung | Königsplatz 7 (Karte)                                              | um 1840                                                | Städtebaulich und baugeschichtlich von Bedeutung. Von klassizistischer Wirkung, ursprünglich zwei Eingänge, originale Fenster- und Türgewände sowie Haustür, Garageneinbau, entstellendes Dachfenster. | 09242566  |
| Direkt Bild zu diesem Denkmal hochladen | Wohnhaus in geschlossener Bebauung | Königsplatz 8 (Karte)                                              | 1. Hälfte 19. Jahrhundert                              | Städtebaulich von Bedeutung. | 09242567  |
| Direkt Bild zu diesem Denkmal hochladen | Schrankenwärterhäuschen, Bahnhof Waldenburg, Durchlass durch den Hellmannsgrundbach und Bahnwärterhaus | Langenchursdorfer Straße 21 (bei) (Karte)                          | um 1880                                                | Sachgesamtheitsbestandteil der Sachgesamtheit Muldentalbahn, Teilabschnitt Waldenburg, OT Waldenburg mit den Einzeldenkmalen: - Schrankenwärterhäuschen (siehe Einzeldenkmal 0906099), - Bahnhof Waldenburg (siehe Einzeldenkmal 09303683) sowie den Sachgesamtheitsteilen: - Durchlass durch den Hellmannsgrundbach und - Bahnwärterhaus (siehe auch Sachgesamtheit 09306181, Glauchau, Rosa-Luxemburg-Straße 3) Sachgesamtheit mit allen Bahnanlagen, darunter Gleisanlagen mit Unter- und Oberbau, Streckenkilometrierung, Fernmelde- und Signalanlagen, Bahnstationen einschließlich aller Funktionsbauten, Wärterhäuschen, Brücken und Durchlässen in den Gemeinden Glauchau, Stadt (OT Glauchau, Kleinbernsdorf, Reinholdshain, Niederlungwitz), Limbach-Oberfrohna, Stadt (OT Wolkenburg-Kaufungen, Herrndorf, Uhlsdorf), Remse (OT Remse), Waldenburg (OT Niederwinkel, Oberwinkel, Waldenburg), Lunzenau, Stadt (OT Lunzenau, Berthelsdorf, Cossen, Rochsburg, Göritzhain), Penig, Stadt (OT Markersdorf, Penig, Amerika, Arnsdorf, Thierbach, Zinnberg), Rochlitz, Stadt (OT Penna, Rochlitz, Zaßnitz), Seelitz (OT Fischheim, Seelitz, Biesern, Steudten), Colditz (OT Colditz, Lastau, Leisenau, Möseln, Sermuth, Zschetzsch), Grimma, Stadt (OT Großbothen), Zettlitz (OT Kralapp) für die Industrieentwicklung des Muldentals wichtige und landschaftsbildende prägende Normalspurbahn, wirtschaftsgeschichtlich, eisenbahngeschichtlich, landschaftsgestaltend sowie regionalgeschichtlich von Bedeutung. Durchlass Naturstein im Original erhaltener gemauerter Bogen, darüber Betonauflager, Wangenmauern auch Beton, Eisenbahndamm wahrscheinlich ebenso erneuert. | 09306131  |
| Direkt Bild zu diesem Denkmal hochladen | Reste der alten Stadtmauer und Straßenpflaster der Malzhausgasse | Malzhausgasse (Karte)                                              | 15./16. Jahrhundert                                    | Ortsgeschichtlich von Bedeutung. Straßenpflasterung: Flusskiesel. | 09242597  |
| Direkt Bild zu diesem Denkmal hochladen | Ehemaliges Malzhaus, heute Wohnhaus (drei Eingänge) | Malzhausgasse 6; 8; 10 (Karte)                                     | nach 1740                                              | Orts- und baugeschichtlich von Bedeutung. Nach Brand 1740 wiedererrichtet, alte Kreuzgewölbe im Keller erhalten. | 09242569  |
|                                         | Pflasterung des Marktplatzes und Handschwengelpumpe vor dem Rathaus | Markt (Karte)                                                      | 2. Hälfte 19. Jahrhundert                              | Ortsgeschichtlich und ortsbildprägend von Bedeutung. Selten erhaltener historischer Straßenbelag (Flusskieselsteine), Pflasterung mit Flusskieseln. | 09303434  |
| Weitere Bilder                          | Rathaus | Markt 1 (Karte)                                                    | 1727–1731                                              | Städtebaulich, kunsthistorisch, ortsgeschichtlich und baugeschichtlich von Bedeutung, ortsbildprägender Barockbau mit Dachreiter. Mit Dachreiter, Reste des Weinschankes im Keller – Spuren Wandmalerei, Rathaus nach Brand wieder aufgebaut. | 09242570  |
|                                         | Sparkasse und Wohnhaus | Markt 2 (Karte)                                                    | um 1925/1935, im Kern älter                            | Städtebaulich, orts- und baugeschichtlich von Bedeutung. Im Kern barockes Gebäude, im Heimatstil überformt, originales Türgewände. | 09242571  |
| Direkt Bild zu diesem Denkmal hochladen | Wohnhaus in geschlossener Bebauung | Markt 5 (Karte)                                                    | 19. Jahrhundert                                        | Mit Laden, städtebaulich und baugeschichtlich von Bedeutung. | 09242572  |
| Direkt Bild zu diesem Denkmal hochladen | Wohnhaus in geschlossener Bebauung und Hinterhaus | Markt 7 (Karte)                                                    | bezeichnet 1836, später überformt                      | Vorderhaus mit Laden, städtebaulich und baugeschichtlich von Bedeutung, Hinterhaus mit zwei wertvollen Portalen (bezeichnet „1777“ bzw. 16. Jahrhundert) von großer hausgeschichtlicher Bedeutung. Hinterhaus mit Rest eines alten Türportals mit Wappenkartusche, darin Darstellung eines Lammes sowie Bezeichnet „C S/1777“, zwei eingebaute Schränke im Hausflur, weiterhin Sitznischenportal mit Wappenkartusche ohne Jahr mit Darstellung von drei Schwertern sowie bezeichnet „J M“, vermutlich vom alten Vorderhaus an das Hinterhaus versetzt, eventuell von Metzgerei stammend, vermutlich aus dem 16. Jahrhundert, Datierung am Sitznischenportal vermutlich, eventuell nach Brand wieder eingebaut. | 09242573  |
| Direkt Bild zu diesem Denkmal hochladen | Portal (mit Tür) eines Wohnhauses in geschlossener Bebauung | Markt 8 (Karte)                                                    | um 1830                                                | Handwerklich-künstlerisch von Bedeutung. Klassizistisches Portal mit originaler Tür, originale Haustür und Gewände. | 09303684  |
|                                         | Wohnhaus in geschlossener Bebauung und Hinterhaus | Markt 9 (Karte)                                                    | um 1840                                                | Mit Laden, städtebaulich und baugeschichtlich von Bedeutung. Ortsgeschichtlich interessant als ehemalige Gerberei, originale Haustür und Gewände, zweistöckiger Keller. | 09242574  |
|                                         | Wohnhaus in geschlossener Bebauung | Markt 11 (Karte)                                                   | um 1840                                                | Mit Laden, städtebaulich und baugeschichtlich von Bedeutung, im klassizistischen Stil. | 09242575  |
|                                         | Gedenktafel an einem Wohnhaus in geschlossener Bebauung | Markt 12 (Karte)                                                   | bezeichnet 1906                                        | Ortsgeschichtlich von Bedeutung. Zur Erinnerung an Turnvater Friedrich Ludwig Jahn. | 09303685  |
|                                         | Wohnhaus mit Läden in Ecklage und geschlossener Bebauung | Markt 13 (Karte)                                                   | 2. Hälfte 18. Jahrhundert                              | Städtebaulich und baugeschichtlich von Bedeutung. Kreuzgewölbe im Treppenhaus, alter Keller mit Kreuzgewölbe zugesetzt, Gewände über Laden aus Zeit um 1920/1930. | 09242576  |
|                                         | Wohnhaus in geschlossener Bebauung und Hinterhaus | Markt 14 (Karte)                                                   | 2. Hälfte 19. Jahrhundert (Wohnhaus)                   | Städtebaulich und baugeschichtlich von Bedeutung. Klassizistisch-gründerzeitliche Fassade. | 09242577  |
|                                         | Wohnhaus in geschlossener Bebauung und Hinterhaus | Markt 15 (Karte)                                                   | um 1800                                                | Städtebaulich und baugeschichtlich von Bedeutung. Originale Türen und Fenster. | 09242578  |
|                                         | Wohnhaus (zwei Hausteile, Anschrift: Markt 16 und Pachtergasse 1) in Ecklage und geschlossener Bebauung sowie Seitenflügel zur Pachtergasse | Markt 16 (Karte)                                                   | Mitte 18. Jahrhundert                                  | Städtebaulich und baugeschichtlich von Bedeutung. Ortsgeschichtlich interessant, vermutlich ehemals Gasthof „Goldener Hahn“, heute: Teppichgewölbe, schönes Türgewände und Haustür. | 09242579  |
|                                         | Wohnhaus in geschlossener Bebauung | Markt 20 (Karte)                                                   | 2. Hälfte 19. Jahrhundert                              | Städtebaulich und baugeschichtlich von Bedeutung. Gründerzeitlich-klassizistische Fassade. | 09242580  |
|                                         | Portal eines Wohnhauses in geschlossener Bebauung und Heiste vor dem Wohnhaus | Markt 21 (Karte)                                                   | bezeichnet 1760                                        | Städtebaulich und baugeschichtlich von Bedeutung, marktbildprägend. Barockes Portal. | 09242581  |
|                                         | Wohnhaus in Ecklage und Hintergebäude mit Seitenflügel zum Hof sowie Heiste vor dem Wohnhaus | Markt 22 (Karte)                                                   | Mitte 18. Jahrhundert (Wohnhaus)                       | Städtebaulich und baugeschichtlich von Bedeutung, marktbildprägend. Hintergebäude in Fachwerkbauweise, Hintergebäude: Fachwerk Obergeschoss, Erdgeschoss massiv. | 09242582  |
| Direkt Bild zu diesem Denkmal hochladen | Wohnhaus in halboffener Bebauung mit rückwärtigem Anbau | Mittelstadt 2 (Karte)                                              | 2. Hälfte 18. Jahrhundert                              | Städtebaulich und baugeschichtlich von Bedeutung. Fachwerkanbau, originale Porphyrgewände erhalten, städtebauliche Bedeutung. | 09242583  |
| Direkt Bild zu diesem Denkmal hochladen | Wohnhaus in offener Bebauung und Bergkeller | Mittelstadt 3 (Karte)                                              | 18. Jahrhundert, später überformt                      | Städtebaulich und baugeschichtlich von Bedeutung. Sehr steiles Dach, ortsbildprägende Lage, verputzt, Datierung äußerlich schlecht ablesbar, eventuell hohes Alter. | 09242584  |
|                                         | Villa mit Garten und Einfriedung | Mittelstadt 8 (Karte)                                              | um 1880/1890                                           | Baugeschichtlich von Bedeutung. Gründerzeitgebäude mit Klinkerfassade, Fensterüberdachungen, originale Haustür und Fenster. | 09242585  |
|                                         | Villa | Mittelstadt 9 (Karte)                                              | 2. Hälfte 19. Jahrhundert                              | Baugeschichtlich von Bedeutung. Gründerzeitgebäude mit repräsentativer Putzfassade, heute (1992): Pension Volke. | 09242586  |
| Direkt Bild zu diesem Denkmal hochladen | Wohnhaus und steinerne Hochwassermarke (vor Nr. 15a) | Mittelstadt 15 (Karte)                                             | um 1800                                                | Baugeschichtlich von Bedeutung, ortsbildprägendes Bauwerk mit Mansarddach. Originale Fenstergewände, schöne originale Haustür, Haus nachträglich erweitert – verlängert (dieser Anbau vor 2010 abgebrochen), Scheune im Hof vor 2010 abgebrochen. | 09242587  |
| Direkt Bild zu diesem Denkmal hochladen | Mühlenkomplex Waldenburg, bestehend aus vier Gebäuden | Mittelstadt 16; 19 (Karte)                                         | nach 1811                                              | Technikgeschichtlich, ortsgeschichtlich und baugeschichtlich von Bedeutung. - Nummer 16: Erste Hälfte 19. Jahrhundert, Porphyrgewände, Eckquaderung, - Nummer 19: Um 1810, massiv, Fenster- und Türgewände erhalten, Torbogen an den Mühlstufen, Ursprünglich Papier- und Ölmühle und Schneidemühle, ursprünglich mit Wasserkraft bis 1927 betrieben, Maschinenausstattung ab 1961, Oberlungwitz, Waldenburger Str. 14 – Hermsdorfer Mühlenwerke, Mühlenkomplex ist gefährdet. | 09242588  |
| Direkt Bild zu diesem Denkmal hochladen | Ehemaliges Gasthaus, heute Wohnhaus | Mittelstadt 17; 18 (Karte)                                         | bezeichnet 1757                                        | Ortsgeschichtlich, städtebaulich und baugeschichtlich von Bedeutung, ortsbildprägender Fachwerkbau. Drei Schlusssteine, am Schlussstein datiert, Torgewände und ein Fenstergewände erhalten, Obergeschoss Fachwerk, zu breite Fenster, im Erdgeschoss teilweise originale Fenstergewände. | 09242589  |
| Direkt Bild zu diesem Denkmal hochladen | Mühlenstufen | Mühlbergweg (Karte)                                                | 19. Jahrhundert                                        | Ortsgeschichtlich von Bedeutung. | 09242590  |
| Direkt Bild zu diesem Denkmal hochladen | Ehemaliges Postamt (heute Wohnhaus), mit Stützmauern und Einfriedung | Neugasse 3 (Karte)                                                 | um 1880                                                | Städtebaulich, orts- und baugeschichtlich von Bedeutung, ortsbildprägender gründerzeitlicher Klinkerbau. Markante Lage am Talhang gegenüber dem Schloss, Klinkerfassade mit Schwebegiebel, Fenstergewände aus Porphyr. | 09242591  |
| Direkt Bild zu diesem Denkmal hochladen | Wohnhaus in geschlossener Bebauung | Neugasse 13 (Karte)                                                | um 1840                                                | Städtebaulich und baugeschichtlich von Bedeutung. Mit klassizistischem Türportal, originale Tür- und Fenstergewände im Erdgeschoss, im Obergeschoss fehlen Fenstergewände. | 09242592  |
| Direkt Bild zu diesem Denkmal hochladen | Wohnhaus in geschlossener Bebauung | Neugasse 14 (Karte)                                                | um 1840                                                | Städtebaulich und baugeschichtlich von Bedeutung. Mit klassizistischem Türportal, originale Tür- und Fenstergewände, Porphyr. | 09242593  |
| Direkt Bild zu diesem Denkmal hochladen | Wohnhaus in geschlossener Bebauung | Neugasse 15 (Karte)                                                | um 1840                                                | Städtebaulich und baugeschichtlich von Bedeutung. Mit klassizistischem Türportal, originale Tür- und Fenstergewände, Porphyr. | 09242594  |
| Direkt Bild zu diesem Denkmal hochladen | Wohnhaus in geschlossener Bebauung | Neugasse 17 (Karte)                                                | um 1840                                                | Städtebaulich und baugeschichtlich von Bedeutung. Mit klassizistischem Türportal, originale Tür- und Fenstergewände. | 09242595  |
| Direkt Bild zu diesem Denkmal hochladen | Wohnhaus in halboffener Bebauung | Neugasse 20 (Karte)                                                | um 1840                                                | Städtebaulich von Bedeutung, markante Lage am Ende der Gasse. Originale Fenstergewände, im Erdgeschoss Veränderungen. | 09242596  |
|                                         | Wohnhaus in geschlossener Bebauung | Niedere Kirchgasse 1 (Karte)                                       | um 1800                                                | Städtebaulich und baugeschichtlich von Bedeutung. Mit barockem Segmentbogenportal, originale Tür- und Fenstergewände. | 09242598  |
| Direkt Bild zu diesem Denkmal hochladen | Wohnhaus in geschlossener Bebauung | Niedere Kirchgasse 3 (Karte)                                       | um 1800                                                | Städtebaulich von Bedeutung, bildet Ensemble mit Nachbarhäusern. | 09242599  |
|                                         | Wohnhaus in ehemals geschlossener Bebauung | Niedere Kirchgasse 6 (Karte)                                       | 2. Hälfte 18. Jahrhundert, später überformt            | Städtebaulich und baugeschichtlich von Bedeutung. Mit barockem Segmentbogenportal, eventuell später aufgestockt, originale Türgewände erhalten. | 09242601  |
| Direkt Bild zu diesem Denkmal hochladen | Wohnhaus in Ecklage und geschlossener Bebauung | Niedere Kirchgasse 8 (Karte)                                       | 18. Jahrhundert                                        | Städtebaulich und baugeschichtlich von Bedeutung. Barockes Gebäude mit Segmentbogenportal, originale Türgewände, Fachwerk Obergeschoss verputzt, Mansarddach. | 09242602  |
|                                         | Wohnhaus in Ecklage und geschlossener Bebauung | Niedere Kirchgasse 11 (Karte)                                      | 1. Hälfte 18. Jahrhundert                              | Mit Laden, städtebaulich und baugeschichtlich von Bedeutung, ortsbildprägende Lage am Carl-Wilhelm-Richter-Platz. Fachwerk Obergeschoss verputzt. | 09242603  |
| Direkt Bild zu diesem Denkmal hochladen | Ehemalige Mühle (heute Wohnhaus) und Brunnen | Niederwinkler Straße 14 (Karte)                                    | Ende 19. Jahrhundert                                   | Orts- und baugeschichtlich von Bedeutung. | 09244260  |
| Direkt Bild zu diesem Denkmal hochladen | Wohnhaus in geschlossener Bebauung | Obere Kirchgasse 4 (Karte)                                         | um 1790                                                | Städtebaulich und baugeschichtlich von Bedeutung. Mit Segmentbogenportal, Türgewände erhalten. | 09242605  |
| Direkt Bild zu diesem Denkmal hochladen | Wohnhaus (zwei Hausteile) in Ecklage und geschlossener Bebauung | Obere Kirchgasse 12 (Karte)                                        | bezeichnet 1785, später überformt                      | Städtebaulich und baugeschichtlich von Bedeutung, markante Ecklage. Mit barockem Segmentbogenportal, Tür- und Fenstergewände im Erdgeschoss erhalten, Anbau zu Altenburger Straße. | 09242606  |
| Direkt Bild zu diesem Denkmal hochladen | Wohnhaus (zwei Hausteile, Anschrift: Markt 16 und Pachtergasse 1) in Ecklage und geschlossener Bebauung sowie Seitenflügel zur Pachtergasse | Pachtergasse 1 (Karte)                                             | Mitte 18. Jahrhundert                                  | Städtebaulich und baugeschichtlich von Bedeutung. Ortsgeschichtlich interessant, vermutlich ehemals Gasthof „Goldener Hahn“, heute: Teppichgewölbe, schönes Türgewände und Haustür. | 09242579  |
| Direkt Bild zu diesem Denkmal hochladen | Wohnhaus in geschlossener Bebauung | Pachtergasse 6 (Karte)                                             | Ende 18. Jahrhundert                                   | Städtebaulich und baugeschichtlich von Bedeutung. Mit barockem Segmentbogenportal, mit Laden, nachträglich aufgestockt. | 09242609  |
| Direkt Bild zu diesem Denkmal hochladen | Ehemaliges Fürstliches Verwaltungsgebäude, heute Wohnhaus in Ecklage, mit Torbogen zum Hof | Pachtergasse 14 (Karte)                                            | um 1860                                                | Städtebaulich, orts- und baugeschichtlich von Bedeutung. Gebäude von klassizistischer Wirkung, originale Haustür und Fassadengliederung, teilweise Stuckdecken erhalten, in den 1920er Jahren. Landwirtschaftliche Schule? | 09242610  |
|                                         | Villa, sogenannte Alte Fabrik (ehemalige Färberei) | Parkweg 3 (Karte)                                                  | 1798, später überformt                                 | Orts- und baugeschichtlich von Bedeutung. Erbaut als Cattundruckerei, liegt mitten im Grünfelder Park. Einzeldenkmal der Sachgesamtheit Grünfelder Park (siehe auch Sachgesamtheit 09302564) | 09242611  |
| Direkt Bild zu diesem Denkmal hochladen | Elektrizitätswerk mit Kanal | Parkweg 4 (Karte)                                                  | bezeichnet 1925                                        | Orts- und technikgeschichtlich von Bedeutung, Im Heimatstil gestaltete Bauten, liegen am Grünfelder Park, original erhaltener Komplex. Einzeldenkmal der Sachgesamtheit Grünfelder Park (siehe auch Sachgesamtheit 09302564). | 09242484  |
| Direkt Bild zu diesem Denkmal hochladen | Ehemaliger Lustgarten | Peniger Straße (Karte)                                             | 19. Jahrhundert (Park)                                 | Gartenkünstlerisch und ortsgeschichtlich von Bedeutung. | 09242612  |
| Direkt Bild zu diesem Denkmal hochladen | Erker eines Wohnhauses in Ecklage | Peniger Straße 8 (Karte)                                           | Ende 19. Jahrhundert                                   | Baugeschichtlich von Bedeutung. Geschnitzter Holzerker. | 09242617  |
| Weitere Bilder                          | Schloss Waldenburg – Sachgesamtheit | Peniger Straße 10 (Karte)                                          | Wiederaufbau 1856–1859, im Kern älter, Umbau 1909–1912 | Kunsthistorisch, landesgeschichtlich, ortsbildprägend und baugeschichtlich von Bedeutung. Sachgesamtheit Schloss Waldenburg mit folgenden Einzeldenkmalen: - Schlossanlage (darin Reste der alten Burganlage) und Garteneinfriedung sowie - Toranlage (siehe Einzeldenkmal 09242614, gleiche Anschrift) sowie - Schlosspark (Gartendenkmal) Nach Brand 1848 im neogotischen Stil neu erbaut (im Stil der englischen Tudorgotik), im Reformstil der Zeit um 1910 überformt, Reste der mittelalterlichen Burganlage, klassizistisches Vorgebäude und englischer Park, Untergeschoss des quadratischen Turmes in Buckelquadern erhalten. | 09302565  |
| Weitere Bilder                          | Schlossanlage und Garteneinfriedung sowie Toranlage | Peniger Straße 10 (Karte)                                          | 1855–1859, im Kern älter, Umbau 1909–1912              | Kunsthistorisch, landesgeschichtlich, ortsbildprägend und baugeschichtlich von Bedeutung, Einzeldenkmale der Sachgesamtheit Schloss Waldenburg (siehe Sachgesamtheit 09302565, gleiche Anschrift) Nach Brand 1848 im neogotischen Stil neu erbaut (im Stil der englischen Tudorgotik), im Reformstil der Zeit um 1910 überformt und erweitert Reste der mittelalterlichen Burganlage, klassizistisches Vorgebäude und englischer Park, Untergeschoss des quadratischen Turmes in Buckelquadern erhalten. | 09242614  |
| Weitere Bilder                          | Friedhof Unterstadt Waldenburg: Friedhofskapelle, Friedhofstor mit Einfriedungsmauer sowie einige Grabmale | Pfarrgrund 3 (bei) (Karte)                                         | 19. Jahrhundert                                        | Landschaftsprägende und ortsgeschichtliche Bedeutung, Friedhof der Lutherkirchgemeinde von Waldenburg-Altstadt. Einzeldenkmale der Sachgesamtheit (siehe Sachgesamtheit 09302566, gleiche Anschrift): - Wandgrabstätte Familie Schares und Seim: Gemauert, teils Naturstein, teils Kunststein, gequadert und angedeutete Bossenquaderung an den Ecken sowie verschiedenste Verzierungen u. a. auch Medaillon mit betendem Engel, Inschrifttafel polierte Granitplatte mit Inschrift: „Ruhestätte der Familie Schares u. Seim“, - Alter Friedhofsteil: Mit axial angeordneten, sich kreuzenden Wegen mit Nadelbaumalleen, Friedhof durch Bruchsteinmauer eingefasst, - Friedhofskapelle: Mit originaler Tür und originaler Gliederung erhalten, Sockel der Friedhofskapelle mit Porphyrtuffplatten verkleidet, Rundbogenfenster, Rundbogenfries am Kranzgesims, Satteldach, - Eisenkreuz: Grabmal M. Karl Ludw. Friedr. Oesfeld, vermutlich zweite Hälfte 19. Jahrhundert (Sterbedatum), Großes repräsentatives Eingangstor: Ziegel gemauert, Verzierungen Rochlitzer Porphyrtuff, Inschrift: „DIE RICHTIG VOR EUCH GEWANDELT HABEN KOMMEN ZUM FRIEDEN UND RUHEN IN IHREN KAMMERN.“, Tor von drei Kreuzen bekrönt. | 09299725  |
| Weitere Bilder                          | Sachgesamtheit Friedhof Unterstadt (mit obigen Einzeldenkmalen) und der gärtnerisch gestalteten Friedhofsanlage (Gartendenkmal) | Pfarrgrund 3 (bei) (Karte)                                         | 19. Jahrhundert                                        | Landschaftsprägende und ortsgeschichtliche Bedeutung, Friedhof der Lutherkirchgemeinde von Waldenburg-Altstadt | 09302566  |
| Direkt Bild zu diesem Denkmal hochladen | Wohnhaus | Schäferstraße 10 (Karte)                                           | um 1800                                                | Baugeschichtlich von Bedeutung. Mit verschiefertem Fachwerkobergeschoss. | 09242618  |
| Direkt Bild zu diesem Denkmal hochladen | Zwei Stadtscheunenreihen (Anschrift: Scheunenweg und An den Scheunen 3-25) | Scheunenweg (Karte)                                                | 19. Jahrhundert                                        | Orts- und wirtschaftsgeschichtlich von Bedeutung. | 09242619  |
| Direkt Bild zu diesem Denkmal hochladen | Wohnhaus | Schönburgerstraße 6 (Karte)                                        | 1. Hälfte 19. Jahrhundert                              | Baugeschichtlich von Bedeutung. Fachwerkbau, Fachwerk Obergeschoss, Erdgeschoss massiv, erfasst unter der Anschrift: Bachstraße 6 (OT Waldenburg). | 09242513  |
|                                         | Wohnhaus | Schulgasse 3 (Karte)                                               | um 1800                                                | Baugeschichtlich von Bedeutung. Fachwerkbau, Fachwerk Obergeschoss, Erdgeschoss massiv. | 09242620  |
| Direkt Bild zu diesem Denkmal hochladen | Wohnhaus in halboffener Bebauung | Teichgasse 6 (Karte)                                               | um 1800                                                | Baugeschichtlich von Bedeutung. Mit Fachwerkobergeschoss (verputzt). | 09242621  |
| Direkt Bild zu diesem Denkmal hochladen | Wohnhaus in geschlossener Bebauung | Teichgasse 7 (Karte)                                               | um 1800                                                | Baugeschichtlich von Bedeutung. Mit Segmentbogenportal, Türgewände erhalten, Erdgeschoss massiv, Obergeschoss vermutlich Fachwerk verputzt. | 09242622  |
| Direkt Bild zu diesem Denkmal hochladen | Wohnhaus | Töpferstraße 6 (Karte)                                             | 1. Hälfte 18. Jahrhundert                              | Baugeschichtlich von Bedeutung. Fachwerkbau, Fachwerk Obergeschoss, Erdgeschoss massiv, Giebeldreieck verbrettert, Blattsassen, vermutlich ursprünglich Umgebindehaus mit Bohlenstube. | 09242623  |
| Direkt Bild zu diesem Denkmal hochladen | Wohnhaus | Töpferstraße 7 (Karte)                                             | um 1800                                                | Baugeschichtlich von Bedeutung, mit Fachwerkobergeschoss. Mit verputztem und verkleidetem Fachwerk Obergeschoss, Erdgeschoss massiv, unterschiedliche Fenstergewände. | 09242624  |
| Direkt Bild zu diesem Denkmal hochladen | Seitengebäude im Hof des Grundstücks | Töpferstraße 10 (Karte)                                            | um 1800                                                | Baugeschichtlich von Bedeutung. Fachwerkbau, Fachwerkkonstruktion. | 09242625  |
| Direkt Bild zu diesem Denkmal hochladen | Wohnhaus und Töpferei (mit zwei Kohlebrennöfen) | Töpferstraße 11 (Karte)                                            | um 1800                                                | Technik- und ortsgeschichtlich von Bedeutung. - Wohnhaus: Fachwerk im Obergeschoss erhalten, originale Gewände, - Töpferei: Basiert auf altem Familienbesitz, reicht bis ins 19. Jahrhundert zurück, Inventar: zwei Kohlebrennöfen, davon ist einer rund 100 Jahre, der andere erheblich älter, bis 1974 wurde im Wechsel alle drei bis vier Wochen gebrannt, Brennraum von 14 m³ und 16 m³, ein Brand dauerte rund drei Tage für das Vorfeuer und 24 bis 30 Stunden für das Großfeuer, die maximale Brenntemperatur betrug 1300 °C, um diese zu erreichen, wurden rund 70 Zentner Brikett und Steinkohle benötigt, für den Abkühlprozess waren rund drei Wochen nötig. (Quelle: www.renikeramik.de), Firma Chares war im 19. Jahrhundert der zweitgrößte Töpfereibetrieb in Waldenburg, später von Kurt Illgen übernommen und bis 1972 produziert, 1998 wiedereingerichtet als Museumstöpferei „Am alten Ofen“ von Irene Matthias-Tauscher, heute auch Rakubrände durchgeführt. | 09242626  |
| Direkt Bild zu diesem Denkmal hochladen | Wohnhaus in offener Bebauung | Vor dem Glauchauer Tor 10 (Karte)                                  | um 1900                                                | Baugeschichtlich von Bedeutung, Gründerzeitgebäude. | 09242628  |
| Weitere Bilder                          | Wasserwerk, bestehend aus fünf Gebäuden und technischen Anlagen | Vor dem Glauchauer Tor 21 (Karte)                                  | bezeichnet 1900–1901                                   | Technik- und ortsgeschichtlich von Bedeutung. Gründerzeitgebäude mit Klinkerfassaden, Klinkerfassaden, Gebäudekomplex. | 09242627  |
| Direkt Bild zu diesem Denkmal hochladen | Wohnhaus in Ecklage und geschlossener Bebauung | Wagnergasse 2 (Karte)                                              | 2. Hälfte 19. Jahrhundert, Umbau bezeichnet 1922       | Städtebaulich von Bedeutung. Fassadengliederung erhalten, Ladeneinbau entstellend, heutige Fassadengliederung aus Zeit um 1920/30. | 09242630  |
| Direkt Bild zu diesem Denkmal hochladen | Wohnhaus in geschlossener Bebauung | Weinkellergasse 3 (Karte)                                          | Mitte 18. Jahrhundert                                  | Städtebaulich und baugeschichtlich von Bedeutung. Schöne und wertvolle barocke Haustür, schöne Haustür, Kreuzgewölbe, zweigeschossiger Keller. | 09242631  |
|                                         | Wohnhaus in geschlossener Bebauung | Weinkellergasse 5 (Karte)                                          | 2. Hälfte 18. Jahrhundert                              | Städtebaulich und baugeschichtlich von Bedeutung. Barockes Gebäude, Hauszeichen und Türgewände erhalten, Kreuzgewölbe im Treppenhaus, zu große Fenster im Erdgeschoss. | 09242632  |

## Dürrenuhlsdorf
| Bild                                    | Bezeichnung                                                                                | Lage                              | Datierung                                          | Beschreibung | ID       |
| --------------------------------------- | ------------------------------------------------------------------------------------------ | --------------------------------- | -------------------------------------------------- | --- | -------- |
| Direkt Bild zu diesem Denkmal hochladen | Denkmalschutzgebiet Ortslage Dürrenuhlsdorf                                                | (Ortslage) (Karte)                | 18. und 19. Jahrhundert                            | Denkmalschutzgebiet Ortslage Dürrenuhlsdorf | 09247734 |
| Direkt Bild zu diesem Denkmal hochladen | Seitengebäude eines Bauernhofes                                                            | Bergstraße 5 (Karte)              | Mitte 19. Jahrhundert                              | Wirtschaftsgeschichtlich und baugeschichtlich von Bedeutung. | 09241159 |
| Direkt Bild zu diesem Denkmal hochladen | Häuslerhaus                                                                                | Bergstraße 6 (Karte)              | 1. Hälfte 19. Jahrhundert                          | Sozialgeschichtlich und baugeschichtlich von Bedeutung. Fachwerkbau, Frackdach, Anbau. | 09241160 |
|                                         | Seitengebäude (Nr. 7a), Scheune und Stallgebäude eines Vierseithofes                       | Bergstraße 7; 7a (Karte)          | 1848 (Seitengebäude)                               | Baugeschichtlich, sozialgeschichtlich und wirtschaftsgeschichtlich von Bedeutung. Fachwerkbauten, Seitengebäude Nummer 7a (Flstk. 11/3), Kastanie und Dungstelle im Hof.                                                   | 09241161 |
| Direkt Bild zu diesem Denkmal hochladen | Wohnstallhaus, Stallgebäude und Scheune eines ehemaligen Vierseithofes                     | Bergstraße 13 (Karte)             | um 1800 (Wohnstallhaus)                            | Baugeschichtlich, sozialgeschichtlich und wirtschaftsgeschichtlich von Bedeutung. Fachwerkbauten, strebenreiches Fachwerk am Wohnstallhaus, Scheune: Giebel verschiefert mit Sonnenmotiv, Wohnhaus mit Krüppelwalmdach.    | 09241162 |
| Direkt Bild zu diesem Denkmal hochladen | Dorfscheune                                                                                | Bergstraße 13 (gegenüber) (Karte) | um 1800                                            | Baugeschichtlich und ortsgeschichtlich von Bedeutung. Fachwerkbau, Wände zum Teil herausgewölbt. | 09241156 |
| Direkt Bild zu diesem Denkmal hochladen | Stallgebäude, Scheune und weiteres Stallgebäude eines Vierseithofes                        | Bergstraße 15 (Karte)             | 1. Hälfte 19. Jahrhundert, bezeichnet 1816 (Stall) | Baugeschichtlich, sozialgeschichtlich und wirtschaftsgeschichtlich von Bedeutung. Fachwerkbauten (V-Streben-Fachwerk), Datierung 1816 nicht ganz sicher, weil nicht deutlich lesbar.                                       | 09241163 |
| Direkt Bild zu diesem Denkmal hochladen | Seitengebäude und Scheune sowie Brunnen im Hof eines Vierseithofes                         | Bergstraße 16 (Karte)             | bezeichnet 1852 (Seitengebäude)                    | Baugeschichtlich, sozialgeschichtlich und wirtschaftsgeschichtlich von Bedeutung. Fachwerkbauten, Hofbrunnen und Kastanie.                                                                                                 | 09241164 |
| Direkt Bild zu diesem Denkmal hochladen | Häuslerhaus                                                                                | Bergstraße 19 (Karte)             | 19. Jahrhundert                                    | Sozialgeschichtlich und baugeschichtlich von Bedeutung. | 09241165 |
| Direkt Bild zu diesem Denkmal hochladen | Häuslerhaus                                                                                | Bergstraße 21 (Karte)             | um 1800                                            | Sozialgeschichtlich und baugeschichtlich von Bedeutung. Massiv unterfahren mit Anbauten. | 09241166 |
| Direkt Bild zu diesem Denkmal hochladen | Wohnstallhaus und zwei Seitengebäude eines Bauernhofes (vermutlich ehemaliger Vierseithof) | Bergstraße 23 (Karte)             | 1847                                               | Baugeschichtlich, sozialgeschichtlich und wirtschaftsgeschichtlich von Bedeutung. Fachwerkbauten, Inschrift in Schwelle des Wohnhauses.                                                                                    | 09241167 |
| Direkt Bild zu diesem Denkmal hochladen | Wohnstallhaus und Torbogen eines Vierseithofes                                             | Bergstraße 24 (Karte)             | 1. Hälfte 18. Jahrhundert (Wohnstallhaus)          | Baugeschichtlich von Bedeutung, mit altertümlicher Fachwerkkonstruktion (Kopfstreben). Nebengebäude um 1800, Anbau von etwa 1870, Gebäude sind gefährdet, Seitengebäude 2010 nur noch Ruine, daher als Denkmal gestrichen. | 09241168 |
| Direkt Bild zu diesem Denkmal hochladen | Wohnstallhaus, Seitengebäude, Scheune und weiteres Seitengebäude eines Vierseithofes       | Bergstraße 29 (Karte)             | um 1800 (Wohnstallhaus)                            | Baugeschichtlich, sozialgeschichtlich und wirtschaftsgeschichtlich von Bedeutung. Fachwerkbauten, im Wohnhaus Holzbalkendecke erhalten, Seitengebäude mit Kreuzgewölbe.                                                    | 09241171 |
| Direkt Bild zu diesem Denkmal hochladen | Leichenwagenhäuschen                                                                       | Bergstraße 30 (bei) (Karte)       | 19. Jahrhundert                                    | Ortsgeschichtlich von Bedeutung. Schuppen für Begräbniswagen. | 09241172 |
| Direkt Bild zu diesem Denkmal hochladen | Häuslerhaus                                                                                | Bergstraße 31 (Karte)             | bezeichnet 1851                                    | Sozialgeschichtlich und baugeschichtlich von Bedeutung. Anbau an Traufseite. | 09241173 |
| Direkt Bild zu diesem Denkmal hochladen | Häuslerhaus                                                                                | Bergstraße 32 (Karte)             | Mitte 19. Jahrhundert                              | Sozialgeschichtlich und baugeschichtlich von Bedeutung. | 09241174 |
| Direkt Bild zu diesem Denkmal hochladen | Seitengebäude und Scheune eines Vierseithofes                                              | Frankener Straße 8 (Karte)        | 1852                                               | Baugeschichtlich und wirtschaftsgeschichtlich von Bedeutung. Fachwerkbauten, Adressänderung durch Information UDB. | 09241158 |

## Franken
| Bild                                    | Bezeichnung                                                                                  | Lage                     | Datierung                                    | Beschreibung | ID       |
| --------------------------------------- | -------------------------------------------------------------------------------------------- | ------------------------ | -------------------------------------------- | --- | -------- |
| Direkt Bild zu diesem Denkmal hochladen | Denkmalschutzgebiet Ortslage Franken                                                         | (Ortslage) (Karte)       |                                              | Denkmalschutzgebiet Ortslage Franken | 09247659 |
| Direkt Bild zu diesem Denkmal hochladen | Friedhofsmauer und Kriegerdenkmal für die Gefallenen des Ersten Weltkrieges auf dem Friedhof | Dorfstraße (Karte)       | nach 1918 (Kriegerdenkmal)                   | Ortsgeschichtlich von Bedeutung, gefährdet. | 09241176 |
| Direkt Bild zu diesem Denkmal hochladen | Wohnstallhaus, Seitengebäude und Scheune eines Vierseithofes                                 | Dorfstraße 1 (Karte)     | 1808 (Wohnstallhaus)                         | Baugeschichtlich, sozialgeschichtlich und wirtschaftsgeschichtlich von Bedeutung. Fachwerkbauten, Anbau an Traufseite Wohnstallhaus. | 09241177 |
| Direkt Bild zu diesem Denkmal hochladen | Wohnstallhaus und zwei Seitengebäude eines Vierseithofes                                     | Dorfstraße 3 (Karte)     | 1852 (Wohnstallhaus)                         | Baugeschichtlich, sozialgeschichtlich und wirtschaftsgeschichtlich von Bedeutung. Zum Teil Fachwerkbauten, Wohnhaus mit repräsentativem Giebel im klassizistischen Stil. - Wohnhaus: Bohlenstube mit Holzbalkendecke, Giebel massiv, Fenstergewände Porphyrimitation, Flur mit flachem Kreuzgewölbe, - Stall: Mit böhmischen Kappen, schöne Flurtüren, Stall von 1898 Stein massiv, Umfassende Haus- und Familien-Dokumentation erhalten, reicht bis 1722 zurück. | 09241178 |
| Direkt Bild zu diesem Denkmal hochladen | Zwei Seitengebäude eines Vierseithofes                                                       | Dorfstraße 4; 4a (Karte) | Mitte 19. Jahrhundert (erstes Seitengebäude) | Baugeschichtlich und wirtschaftsgeschichtlich von Bedeutung. Fachwerkbauten, Stall gut erhalten, Seitengebäude mit Stall und wahrscheinlich Auszüglerkammern. | 09241179 |
| Direkt Bild zu diesem Denkmal hochladen | Scheune und Seitengebäude (mit Oberlaube) eines ehemaligen Vierseithofes                     | Dorfstraße 5 (Karte)     | 1. Hälfte 18. Jahrhundert                    | Baugeschichtlich und wirtschaftsgeschichtlich von Bedeutung. Fachwerkbauten, Seitengebäude mit seltener Oberlaube, ortsbildprägende Lage nahe der Kirche, Seitengebäude mit fünfjochigem Laubengang, Übergang zur Scheune, Käsekorb, Hof konnte nicht besichtigt werden, Gebäude sind gefährdet. | 09241180 |
|                                         | Gasthof, Dreiseithof mit Wohnstallhaus und zwei Seitengebäuden sowie angebautem Gasthofsaal  | Dorfstraße 6 (Karte)     | um 1900                                      | Ensemble von großem baugeschichtlichem Wert und ortsbildprägender Bedeutung. Fachwerkbauten, Wohnhaus mit altertümlicher Fachwerkkonstruktion (geschweifte Andreaskreuze), Gasthofsaal mit originaler Ausmalung, Wohnhaus an hinterer Traufseite mit geschweiften Andreaskreuzen, geblattete Kopfbänder, Schiffchenkehlen, ehemaliger Gasthofsaal mit Resten von Malerei um 1900, war ehemals Gasthof von Franken, Wohngebäude vermutlich ältestes erhaltenes Gebäude Frankens. | 09241181 |
| Weitere Bilder                          | Kirche, heute Veranstaltungszentrum                                                          | Dorfstraße 6a (Karte)    | 1835/1836                                    | Baugeschichtlich, kunstgeschichtlich, ortsgeschichtlich und ortsbildprägend von Bedeutung. Erster Bau des Historismus in Sachsen, im Rundbogenstil. Denkmaltext: Die klassizistische Kirche in Franken wurde 1835/1836 erbaut und gehört zu den wenigen hervorragenden Schinkel-Nachfolgebauten in Sachsen. Der Kirchenbau entspricht in Stil und repräsentativer Ausstattung den Zeitgeist des beginnenden 19. Jahrhunderts. Der in seinen Abmessungen wohl proportionierte Baukörper mit doppeltürmiger Westfront strahlt eine Monumentalität aus, die den Anspruch des Kunstwollens der Zeit auf nachhaltige Weise belegen. Der rechteckige Saalbau, nach italienischem Vorbild entworfen, ist mit einem flach geneigten Satteldach in Schieferdeckung versehen. Die Architektur stellt mit ihrer aus Rochlitzer Porphyr gearbeiteten Gliederung unter durchgängiger Verwendung des die sakrale Würde betonenden Rundbogens einen Sonderfall unter den sächsischen Kirchen dieser Zeit dar. Der Innenraum der ebenso schlichten wie anspruchsvollen Saalkirche wird durch ein flach gedecktes, gerade abschließendes Kirchenschiff mit umlaufenden, eingeschossigen Emporen über dorischen Säulen geprägt. Dem Hauptraum der Kirche vorgelagert ist eine schmale Vorhalle, über der sich die Turmgeschosse erheben. Das denkmalpflegerisch hochwertige klassizistische Gebäude wurde durch den Förderverein „Kirche Franken e. V.“ vor dem totalen Verfall gerettet. Dazu sind durch den Förderverein erhebliche finanzielle Mittel eingeworben worden. Grundlegend für die Sanierungsaktion „Kirche Franken“ ist die durch den Förderverein erarbeitete „Konzeption zur Rettung der klassizistischen Kirche in Franken durch Umnutzung“. Durch dieses vom Förderverein erarbeitete Nutzungskonzept und das Projekt des Wiederaufbaus ist für die lokale Bevölkerung ein kulturelles Zentrum entstanden. (LfD/2011) Steht unter Einfluss von Karl Friedrich Schinkel, bis 1965 als Kirche genutzt, 1991 Einsturz des Dachstuhls, Kirche wurde Ruine, 1996 Entweihung der Kirche, bis 2000 wiederaufgebaut, seitdem als Veranstaltungszentrum genutzt. | 09241175 |
|                                         | Pfarrhof (später Bauernhof) mit Wohnstallhaus, Seitengebäude und Scheune sowie Torbogen      | Dorfstraße 8 (Karte)     | wohl 1783 (Wohnstallhaus)                    | Geschlossen erhaltene Hofanlage von großer baugeschichtlicher und ortsbildprägender Bedeutung. Fachwerkbauten, Wohnhaus: Fenster mit Korbbögen, Porphyrgewände, Torbogen erhalten. | 09241182 |
|                                         | Wohnstallhaus und Scheune eines ehemaligen Vierseithofes                                     | Dorfstraße 9 (Karte)     | um 1830                                      | Baugeschichtlich, sozialgeschichtlich und wirtschaftsgeschichtlich von Bedeutung. Fachwerkbauten, markante Lage der Scheune im Ort unmittelbar neben dem Friedhof gefährdet. | 09241183 |
| Direkt Bild zu diesem Denkmal hochladen | Wohnstallhaus und Stallgebäude eines ehemaligen Vierseithofes                                | Dorfstraße 10 (Karte)    | 1722 (Wohnstallhaus)                         | Baugeschichtlich, sozialgeschichtlich und wirtschaftsgeschichtlich von Bedeutung. Fachwerkbauten, Wohnstallhaus mit altertümlicher Fachwerkkonstruktion (Leiter-Fachwerk mit Docken, Kopfstreben), Wohnhaus: thüringische Leiter, ehemals Umgebinde, Kopfbänder geblattet, wichtiges Denkmal. | 09241184 |
| Direkt Bild zu diesem Denkmal hochladen | Wohnstallhaus, Torhaus (Seitengebäude), Scheune und Stallgebäude eines Vierseithofes         | Dorfstraße 12 (Karte)    | 2. Hälfte 18. Jahrhundert (Wohnstallhaus)    | Baugeschichtlich, sozialgeschichtlich und wirtschaftsgeschichtlich von Bedeutung. Zum Teil Fachwerkbauten, Wohnstallhaus ehemals Umgebindehaus, großer Vierseithof, - Wohnhaus: Reste Umgebinde erhalten, verputzt, - Scheune: Dreitennenscheune, Stall mit Durchfahrt, massiv Stein, Hof gepflastert, gefährdet. | 09241185 |
| Direkt Bild zu diesem Denkmal hochladen | Wohnstallhaus und Scheune einer ehemaligen Mühle (ehemaliger Vierseithof)                    | Dorfstraße 13 (Karte)    | 1804 (Wohnstallhaus)                         | Baugeschichtlich, ortsgeschichtlich und wirtschaftsgeschichtlich von Bedeutung, Fachwerkbauten (Wohnhaus mit V-Streben-Fachwerk). | 09241186 |
|                                         | Wohnstallhaus (Umgebindehaus) und Blockspeicher                                              | Dorfstraße 14a (Karte)   | 1564 Dendro                                  | Kleiner Ständerbau (Umgebindehaus) mit Blockstall und Backofen, als eines der ältesten Bauernhäuser Sachsens und auf Grund seiner Authentizität von außerordentlich großer hausgeschichtlicher Bedeutung (Haus wurde um 2003 von Wickersdorf nach Franken umgesetzt), Blockspeicher von hohem Seltenheitswert (Speicher wurde 2006 aus Hohenstein-Ernstthal nach Franken umgesetzt). Lage heute: Gegenüber dem Friedhof und dem ehemaligen Pfarrhof, Ständerbau mit Blockstube und Umgebinde, Blockstall, Backofen, in der Bohlenstube originale Holzeinschubdecke mit Unterzügen, diese mit Schiffchenkehlung, originale Holzstiege ins Obergeschoss mit Einschubbrettern, Obergeschoss Mittelflur mit großem Schlafraum über dem Stallbereich und zwei Schlafkammern über dem Wohn- und Küchenbereich. Kehlbalkendach mit aufgeblatteten Kehlbalken, die Stuhlsäulen sind durch aufgeblattete Fußstreben mit den Bundwänden des Obergeschosses verbunden. Ehemalige Anschrift: Oberwiera OT Wickersdorf, Hohe Str. 12 bis 2003. Blockspeicher: 2006 umgesetzt aus Hohenstein-Ernstthal, Kirchgäßchen 1. | 09299883 |
| Direkt Bild zu diesem Denkmal hochladen | Wohnstallhaus, Stallgebäude und Bauerngarten eines Vierseithofes                             | Dorfstraße 15 (Karte)    | 1818                                         | Baugeschichtlich, sozialgeschichtlich und wirtschaftsgeschichtlich von Bedeutung. Fachwerkbauten, Kreuzgewölbe im Flur. | 09241187 |
| Direkt Bild zu diesem Denkmal hochladen | Wohnstallhaus eines Bauernhofes                                                              | Dorfstraße 18 (Karte)    | 1733                                         | Baugeschichtlich und sozialgeschichtlich von Bedeutung. Fachwerkbau, mit strebenreichem Fachwerk, ehemals Umgebinde, Obergeschoss zweite Hälfte 18. Jahrhundert. | 09241188 |

## Niederwinkel
| Bild                                    | Bezeichnung                                      | Lage                                 | Datierung                 | Beschreibung | ID       |
| --------------------------------------- | ------------------------------------------------ | ------------------------------------ | ------------------------- | --- | -------- |
| Direkt Bild zu diesem Denkmal hochladen | Bergwerksanlage des Segen-Gottes-Erbstolln       | (Karte)                              | 1739                      | Bergbaugeschichtlich von Bedeutung, Zeugnis des Altbergbaus im Zwickauer Raum. Altes Silberbergwerk, Bergwerksanlage mit untertägig befahrbarem Stollenabschnitt. | 09247662 |
| Direkt Bild zu diesem Denkmal hochladen | Wohnstallhaus                                    | Haublerweg 2 (Karte)                 | bezeichnet 1820           | Baugeschichtlich von Bedeutung. Fachwerkbau, Obergeschoss Fachwerk, Erdgeschoss massiv, Inschrift am Balken mit Datierung. | 09242213 |
| Direkt Bild zu diesem Denkmal hochladen | Häusleranwesen                                   | Haublerweg 3 (Karte)                 | 1. Hälfte 19. Jahrhundert | Baugeschichtlich von Bedeutung. Fachwerkbau, Fachwerk Obergeschoss, Erdgeschoss massiv, größere Fenster. | 09242214 |
| Direkt Bild zu diesem Denkmal hochladen | Bahnwärterhaus                                   | Haublerweg 3a (Karte)                | 1875                      | Typenbau eines Wärterhäuschens der Eisenbahnstrecke Glauchau–Wurzen (Muldentalbahn), Bahnkilometer 9,7, ohne Nebengebäude und Anbau. Holzverblendung nachträglich angebracht, eisenbahngeschichtlich von Bedeutung, eingeschossiger Putzbau mit Drempel, Dach mit profilierten Sparrenköpfen original, Preoliteindeckung, Nutzung als Wochenendhaus. Einzeldenkmal in der oben genannten Sachgesamtheit (siehe Sachgesamtheitsbestandteil 09306168)              | 09306101 |
| Direkt Bild zu diesem Denkmal hochladen | Mühle mit Mühlteichen                            | Haublerweg 12 (Karte)                | 1. Hälfte 18. Jahrhundert | Ortsgeschichtlich, technik- und baugeschichtlich von Bedeutung. Fachwerkbau, vermutlich unter August dem Starken im Zusammenhang mit Bergbau gebaut: Segen-Gottes-Erbstollen, dann Bauerngut, Teich neben ehemaliger Mühle im Zweiten Weltkrieg von Kriegsgefangenen gebaut, Wohnhaus: Blattsassen, ehemals Umgebinde, Fußstreben gezapft, Kopfbänder geblattet, Erdgeschoss massiv, alter Mühlstein.                                                            | 09242215 |
| Weitere Bilder                          | Kirche mit Ausstattung sowie Kirchhofsmauer      | Kirchweg (Karte)                     | romanisch                 | Baugeschichtlich und ortsgeschichtlich von Bedeutung, im Kern romanischen Ursprungs. Flachgedeckter romanischer Bau, Schiff, eingezogenes Chorquadrat, Apsis, 15. Jahrhundert verändert, rundbogiger Triumphbogen erhalten, Schnitzaltar Ende 15. Jahrhundert, barocke ornamentale Rahmung, Kelch Silber, vergoldet um 1500, Umfassungsmauer des Friedhofes. | 09242207 |
| Direkt Bild zu diesem Denkmal hochladen | Bahnwärterhäuschen und Bahnwärterhaus            | Niederwinkler Hauptstraße (Karte)    | um 1890                   | Sachgesamtheitsbestandteil der Sachgesamtheit Muldentalbahn, Teilabschnitt Waldenburg, OT Niederwinkel mit dem Einzeldenkmal: Bahnwärterhäuschen (siehe Einzeldenkmal 09306101) sowie dem Sachgesamtheitsteil: Bahnwärterhaus (siehe auch Sachgesamtheit 09306181, Glauchau, Rosa-Luxemburg-Straße 3) Wirtschaftsgeschichtlich, eisenbahngeschichtlich, landschaftsgestaltend sowie regionalgeschichtlich von Bedeutung. Bahnwärterhaus Putzbau, stark umgebaut. | 09306168 |
| Direkt Bild zu diesem Denkmal hochladen | Häusleranwesen                                   | Niederwinkler Hauptstraße 3 (Karte)  | um 1800                   | Baugeschichtlich von Bedeutung. Fachwerkbau, Fachwerk Obergeschoss, Erdgeschoss massiv, Giebeldreieck verbrettert, große Fenstereinbauten, erfasst unter der Anschrift: Dorfstraße 13. | 09242208 |
| Direkt Bild zu diesem Denkmal hochladen | Wohnhaus                                         | Niederwinkler Hauptstraße 5 (Karte)  | 1. Hälfte 19. Jahrhundert | Baugeschichtlich von Bedeutung. Fachwerkbau, Fachwerk Obergeschoss, Erdgeschoss massiv, Umbauten im Erdgeschoss und giebelseitiger Anbau, erfasst unter der Anschrift: Dorfstraße 15. | 09242209 |
| Direkt Bild zu diesem Denkmal hochladen | Wohnstallhaus und Scheune eines Dreiseithofes    | Niederwinkler Hauptstraße 7 (Karte)  | um 1800                   | Baugeschichtlich und wirtschaftsgeschichtlich von Bedeutung. Wohnhaus: Tür im Obergeschoss, Erdgeschoss massiv, Dreikanter, erfasst unter der Anschrift: Dorfstraße 17. | 09242210 |
| Direkt Bild zu diesem Denkmal hochladen | Wohnhaus                                         | Niederwinkler Hauptstraße 16 (Karte) | 1. Hälfte 19. Jahrhundert | Baugeschichtlich von Bedeutung. Fachwerkbau, Erdgeschoss und ein Giebel massiv, Fachwerk Obergeschoss, Stall fehlt, erfasst unter der Anschrift: Dorfstraße 20. | 09242211 |
| Direkt Bild zu diesem Denkmal hochladen | Wohnstallhaus und Stallgebäude eines Bauernhofes | Schulweg 1 (Karte)                   | 1680 Dendro               | Baugeschichtlich, sozialgeschichtlich und wirtschaftsgeschichtlich von Bedeutung. Stallgebäude mit seltener Oberlaube, Wohnstallhaus mit altertümlicher Fachwerkkonstruktion (geschweifte Andreaskreuze), schlechter Bauzustand, stark gefährdet, Wohnhaus: Obergeschoss Fachwerk verputzt mit Andreaskreuzen, Frackdach, rückseitige Zwerchgiebel mit Luke, Stall mit Oberlaube, Treppe zum Laubengang, erfasst unter der Anschrift: Dorfstraße 21.             | 09242212 |

## Oberwinkel
| Bild                                    | Bezeichnung                                                                              | Lage               | Datierung | Beschreibung | ID       |
| --------------------------------------- | ---------------------------------------------------------------------------------------- | ------------------ | --------- | --- | -------- |
| Direkt Bild zu diesem Denkmal hochladen | Brücke                                                                                   | (Karte)            | 1875      | Unterführung des Grünfelder Baches der Eisenbahnstrecke Glauchau–Wurzen (Muldentalbahn), Eisenbahnkilometer 6,3, verkehrsgeschichtlich von Bedeutung. Steinbogenbrücke mit Stützmauern, Bruchsteinmauerwerk (Granulit). Einzeldenkmal in der o. g. Sachgesamtheit (siehe Sachgesamtheitsbestandteil 09306196) | 09306093 |
| Direkt Bild zu diesem Denkmal hochladen | Brücke                                                                                   | (Karte)            | um 1875   | Sachgesamtheitsbestandteil der Sachgesamtheit Muldentalbahn, Teilabschnitt Waldenburg, OT Oberwinkel mit dem Einzeldenkmal (siehe Einzeldenkmal 09306093, siehe auch Sachgesamtheit 09306181, Glauchau, Rosa-Luxemburg-Straße 3)                                                                              | 09306196 |
| Weitere Bilder                          | Kirche sowie Kirchhofsmauer und Kriegerdenkmal für die Gefallenen des Ersten Weltkrieges | Am Park (Karte)    | 1824–1825 | Baugeschichtlich und ortsgeschichtlich von Bedeutung. Anklänge an den Stil der Neogotik, Gedenkstein stark verwittert – Porphyr. | 09242637 |
|                                         | Ehemaliges Wohnstallhaus                                                                 | Am Park 5 (Karte)  | um 1790   | Baugeschichtlich von Bedeutung. Mit Fachwerk-Obergeschoss, Türgewände erhalten, Garageneinbau, Krüppelwalmdach, Giebel verschiefert, zwischenzeitlich Stallgebäude. | 09242638 |
|                                         | Wohnstallhaus und zwei Seitengebäude eines Vierseithofes                                 | Am Park 6 (Karte)  | 1810/1830 | Baugeschichtlich, sozialgeschichtlich und wirtschaftsgeschichtlich von Bedeutung. Fachwerkbauten, Wohnhaus: entstellende große Fenster im Giebel. | 09242639 |
|                                         | Scheune eines Vierseithofes                                                              | Am Park 17 (Karte) | um 1800   | Wirtschaftsgeschichtlich von Bedeutung, Fachwerkbau. | 09242640 |
| Direkt Bild zu diesem Denkmal hochladen | Teil eines Wohnhauses                                                                    | Am Park 18 (Karte) | um 1800   | Sozial- und baugeschichtlich von Bedeutung. Fachwerk Obergeschoss verputzt. | 09242641 |

## Schlagwitz
| Bild                                    | Bezeichnung | Lage                        | Datierung                   | Beschreibung | ID       |
| --------------------------------------- | --- | --------------------------- | --------------------------- | --- | -------- |
| Direkt Bild zu diesem Denkmal hochladen | Denkmalschutzgebiet Ortslage Schlagwitz                                                                                        | (Ortslage) (Karte)          | 16. bis 19. Jahrhundert     | Denkmalschutzgebiet Ortslage Schlagwitz | 09247660 |
| Weitere Bilder                          | Kirche mit Ausstattung sowie Kirchhofsumfriedung                                                                               | Bachstraße (Karte)          | 1903                        | Baugeschichtlich, ortsgeschichtlich und ortsbildprägend von Bedeutung. Kirchenbau im Stil des Historismus (Rundbogenstil), Kelch um 1420. | 09241189 |
| Direkt Bild zu diesem Denkmal hochladen | Seitengebäude eines Bauernhofes                                                                                                | Bachstraße 1 (Karte)        | 19. Jahrhundert             | Baugeschichtlich und wirtschaftsgeschichtlich von Bedeutung. Kleines Seitengebäude. | 09241190 |
| Direkt Bild zu diesem Denkmal hochladen | Wohnhaus (Umgebindehaus) | Bachstraße 5 (Karte)        | 2. Hälfte 18. Jahrhundert   | Baugeschichtlich, hausgeschichtlich und ortsgeschichtlich von Bedeutung. Fachwerkbau mit Umgebindekonstruktion, ehemalige Dorfschmiede, ehemaliges Umgebinde ausgesetzt, alle Verbindungen gezapft, Umgebinde mit Knaggen. | 09241191 |
| Direkt Bild zu diesem Denkmal hochladen | Wohnstallhaus und Stallgebäude eines ehemaligen Vierseithofes                                                                  | Bachstraße 7 (Karte)        | um 1800 (Wohnstallhaus)     | Baugeschichtlich, sozialgeschichtlich und wirtschaftsgeschichtlich von Bedeutung. Fachwerkbauten. | 09241192 |
|                                         | Zwei Seitengebäude und Scheune eines Vierseithofes                                                                             | Bachstraße 9 (Karte)        | 1789 (erstes Seitengebäude) | Baugeschichtlich und wirtschaftsgeschichtlich von Bedeutung. Fachwerkbauten, ein Seitengebäude mit Durchfahrt, gut erhaltener Hof. | 09241193 |
| Direkt Bild zu diesem Denkmal hochladen | Wohnstallhaus eines Bauernhofes                                                                                                | Bachstraße 11 (Karte)       | 1886                        | Baugeschichtlich und sozialgeschichtlich von Bedeutung. Stattlicher Gründerzeitbau, Fenster verändert. | 09241195 |
| Direkt Bild zu diesem Denkmal hochladen | Wohnhaus, Scheune und zwei Seitengebäude eines Vierseithofes                                                                   | Bachstraße 12 (Karte)       | 1868 (Wohnhaus)             | Baugeschichtlich, sozialgeschichtlich und wirtschaftsgeschichtlich von Bedeutung. Das Wohnhaus ein stattlicher Gründerzeitbau, Fachwerk-Scheune, - Wohnhaus: Massiv mit Ladeneinbau, Fassade etwas verändert, - Scheune: Dach geschädigt, durch Kniestock im 19. Jahrhundert erweitert, Jetzt Hausnummer 12 laut Angabe UDB. | 09241194 |
|                                         | Wohnstallhaus und Seitengebäude eines ehemaligen Dreiseithofes                                                                 | Bachstraße 13 (Karte)       | um 1800 (Wohnstallhaus)     | Baugeschichtlich, sozialgeschichtlich und wirtschaftsgeschichtlich von Bedeutung. Fachwerkbauten, Seitengebäude Stall, Tür im Obergeschoss. | 09241196 |
|                                         | Wohnstallhaus (mit Oberlaube) und Seitengebäude eines Bauernhofes                                                              | Bachstraße 16 (Karte)       | um 1720                     | Baugeschichtlich, sozialgeschichtlich und wirtschaftsgeschichtlich von Bedeutung. Fachwerkbauten, Wohnstallhaus mit altertümlicher Fachwerkkonstruktion (Kopfstreben, Leiter-Fachwerk mit Docken) und seltener Oberlaube, - Wohnhaus: An Giebel verlängert fast um doppelte Länge, thüringische Leiter, geblattete Kopfbänder, ehemals Umgebinde, hinterer Teil als Stall mit Laubengang, - Seitengebäude: Bruchsteinmauer und Fachwerk. | 09241197 |
| Weitere Bilder                          | Wohnstallhaus, Seitengebäude, Scheune und Seitengebäude (mit angebautem Laubengangschuppen) sowie Torbogen eines Vierseithofes | Bachstraße 18 (Karte)       | um 1840 (Wohnstallhaus)     | Baugeschichtlich, sozialgeschichtlich und wirtschaftsgeschichtlich von Bedeutung. Fachwerkbauten, Seitengebäude mit Stall und Durchfahrt datiert 1839, stark geschädigt, Seitengebäude mit Durchfahrt und Laubengang – Abriss beabsichtigt, Torbogen erhalten. | 09241198 |
| Direkt Bild zu diesem Denkmal hochladen | Wohnstallhaus eines Bauernhofes                                                                                                | Bachstraße 20 (Karte)       | 1562 Dendro                 | Baugeschichtlich, sozialgeschichtlich und wirtschaftsgeschichtlich von Bedeutung. Mit altertümlicher Fachwerkkonstruktion (Andreaskreuze, Kopfstreben), Wohnhaus mit geraden Andreaskreuzen, Stall in gleicher Flucht mit Wohnhaus – 2010 gestrichen, da Dachstuhl eingestürzt und Gebäude Ruine geworden, andere Hofgebäude sind abgerissen.                                                                                            | 09241199 |
| Direkt Bild zu diesem Denkmal hochladen | Seitengebäude eines Bauernhofes                                                                                                | Bachstraße 23 (Karte)       | 19. Jahrhundert             | Baugeschichtlich von Bedeutung, ortsbildprägender Fachwerkbau in unmittelbarer Nachbarschaft zur Kirche. Lage neben Kirche – Ensemblewirkung wichtig, Wohnung und Garage eingebaut, erfasst unter der Anschrift: Bachstraße 22. | 09241200 |
| Direkt Bild zu diesem Denkmal hochladen | Transformatorenhäuschen | Bachstraße 24 (bei) (Karte) | 1. Hälfte 20. Jahrhundert   | Technikgeschichtlich von Bedeutung. | 09241203 |
| Direkt Bild zu diesem Denkmal hochladen | Ehemaliges Pfarrhaus (heute Wohnhaus) und Nebengebäude (mit Gebäudebrücke zum Haupthaus)                                       | Bachstraße 26 (Karte)       | 1891                        | Baugeschichtlich und ortsgeschichtlich von Bedeutung. Repräsentativer Gründerzeitbau. | 09241201 |
| Direkt Bild zu diesem Denkmal hochladen | Wohnstallhaus, Brunnen und Toreinfahrt eines Zweiseithofes                                                                     | Bachstraße 30 (Karte)       | 19. Jahrhundert             | Baugeschichtlich von Bedeutung. Fachwerkbau, Hofwand mit Toreinfahrt ebenfalls in Fachwerk (seltene Bauweise). | 09241202 |
| Direkt Bild zu diesem Denkmal hochladen | Häuslerhaus | Hauptstraße 4 (Karte)       | 1. Hälfte 19. Jahrhundert   | Baugeschichtlich und sozialgeschichtlich von Bedeutung. Fachwerkbau, Anbau an Giebel. | 09241204 |
| Direkt Bild zu diesem Denkmal hochladen | Häuslerhaus | Hauptstraße 6 (Karte)       | 1. Hälfte 19. Jahrhundert   | Sozialgeschichtlich von Bedeutung. Obergeschoss Fachwerk verputzt, Giebel massiv oder verbrettert, gefährdet. | 09241205 |

## Schwaben
| Bild                                    | Bezeichnung                                                                                              | Lage                           | Datierung                         | Beschreibung | ID       |
| --------------------------------------- | --- | ------------------------------ | --------------------------------- | --- | -------- |
| Direkt Bild zu diesem Denkmal hochladen | Seitengebäude und Scheune eines Vierseithofes                                                            | Am Wiesenhang 10 (Karte)       | 1841                              | Baugeschichtlich und wirtschaftsgeschichtlich von Bedeutung. Fachwerkbauten, Seitengebäude: Erdgeschoss massiv, Obergeschoss Fachwerk, Scheune durch Luftmine 1945 zerstört und wiederaufgebaut, zum großen Teil aus Altmaterial, Straßenname: Wiesenhang oder Am Wiesenhang. | 09241226 |
| Direkt Bild zu diesem Denkmal hochladen | Wohnstallhaus und Seitengebäude eines Vierseithofes                                                      | Röhrsdorfer Straße 10 (Karte)  | um 1800                           | Baugeschichtlich und wirtschaftsgeschichtlich von Bedeutung. Fachwerkbauten (mit V-Streben-Fachwerk), - Wohnhaus: Erdgeschoss massiv, Holzbalkendecke in Stube erhalten, Obergeschoss Fachwerk, - Seitengebäude: Im Obergeschoss Taubenschlag und Tür im Obergeschoss. | 09241206 |
| Direkt Bild zu diesem Denkmal hochladen | Wohnstallhaus und Seitengebäude (mit ehemaliger Oberlaube) eines Vierseithofes                           | Röhrsdorfer Straße 12 (Karte)  | um 1750                           | Baugeschichtlich und wirtschaftsgeschichtlich von Bedeutung. Fachwerkbauten, - Seitengebäude (Torhaus): Durchfahrt, geblattete Kopfbänder, ehemals siebenjochige Oberlaube zugebaut, Erdgeschoss massiv, - Wohnhaus: Erdgeschoss massiv, Obergeschoss Fachwerk, ein großes Fenster, Alles in schlechtem Zustand, 2004/2005 saniert. | 09241207 |
| Direkt Bild zu diesem Denkmal hochladen | Seitengebäude eines ehemaligen Vierseithofes                                                             | Röhrsdorfer Straße 14 (Karte)  | 1. Hälfte 19. Jahrhundert         | Baugeschichtlich und wirtschaftsgeschichtlich von Bedeutung. Fachwerkbau mit Leiter-Fachwerk, Seitengebäude (mit Durchfahrt): Erdgeschoss massiv, angebaut an Scheune, gut gepflegt, Scheune vor 2009 abgebrochen. | 09241208 |
| Direkt Bild zu diesem Denkmal hochladen | Gedenkstein für Albert Köhler                                                                            | Waldenburger Straße (Karte)    | nach 1945                         | Ortsgeschichtlich von Bedeutung, zur Erinnerung an Albert Köhler, Kommunist und Widerstandskämpfer 1898–1945. Mitbegründer der KPD in Gemeinde Schwaben 1925, April 1945 im KZ Sachsenhausen ermordet. | 09241209 |
| Weitere Bilder                          | Kirche mit Ausstattung sowie Kirchhofsumfriedung und Kriegerdenkmal für Gefallene des Ersten Weltkrieges | Waldenburger Straße (Karte)    | 13. Jahrhundert, später überformt | Baugeschichtlich und ortsgeschichtlich von Bedeutung. - Schlichte Saalkirche, im Kern romanisch, spätgotisches Westportal, dreiseitiger Ostschluss, erneuertes spätgotisches Westportal. - Ausstattung: Altarkruzifix und zwei Schnitzfiguren, - Kriegerdenkmal auf dem Kirchhof an der Kirche: Für sieben Gefallene des Ortes, Inschrift: „Offb. 2.10. Sei getreu bis an den Tod. So will Ich dir die Krone des Lebens geben.“ und „Seid unsrer Wert“. | 09241210 |
| Direkt Bild zu diesem Denkmal hochladen | Seitengebäude (Torhaus mit ehemaliger Oberlaube) eines ehemaligen Vierseithofes                          | Waldenburger Straße 1 (Karte)  | 1. Hälfte 18. Jahrhundert         | Baugeschichtlich und wirtschaftsgeschichtlich von Bedeutung. Fachwerkbau mit seltener Oberlaube, ortsbildprägende Lage, ehemaliges Torhaus, wahrscheinlich zwölfjochige Oberlaube, Durchfahrt heute teilweise zugebaut, Knaggen gezapft an Laube, alte Biberschwanzdeckung, Erdgeschoss massiv, Schlussstein an Durchfahrt mit Wappen. | 09241212 |
| Direkt Bild zu diesem Denkmal hochladen | Ehemaliger Saal eines Gasthofes                                                                          | Waldenburger Straße 3 (Karte)  | um 1906                           | Ortsgeschichtlich von Bedeutung, mit Stuckdecke im Innern, Stuckdecke, Säulen, genutzt als Lagerraum. | 09241213 |
| Direkt Bild zu diesem Denkmal hochladen | Wohnhaus mit Seitengebäude eines Häusleranwesens                                                         | Waldenburger Straße 5 (Karte)  | um 1800                           | Baugeschichtlich und sozialgeschichtlich von Bedeutung. Fachwerkbauten, ortsbildprägende Lage am Dorfeingang, - Wohnhaus: Erdgeschoss massiv, Fachwerk Obergeschoss, - Seitengebäude: Eventuell ehemaliges Nebengebäude – zum Wohnhaus umgebaut, im Erdgeschoss Fachwerk erhalten, alles verkitscht, Garagenanbau an Seitengebäude und Anbau an Wohnhaus.                                                                                               | 09241214 |
| Direkt Bild zu diesem Denkmal hochladen | Scheune und Seitengebäude eines Vierseithofes                                                            | Waldenburger Straße 6 (Karte)  | um 1800                           | Baugeschichtlich und wirtschaftsgeschichtlich von Bedeutung. Fachwerkbauten, - Seitengebäude: Erdgeschoss massiv, Fachwerk Obergeschoss Giebel und eine Traufseite verkleidet, - Scheune: Fachwerk schlechter Zustand. | 09241215 |
| Direkt Bild zu diesem Denkmal hochladen | Häusleranwesen, Hakenhof                                                                                 | Waldenburger Straße 7 (Karte)  | um 1810                           | Baugeschichtlich und sozialgeschichtlich von Bedeutung, ortsbildprägende Fachwerkbauten. Im Obergeschoss zum Teil größere Fenster, Erdgeschoss massiv, gefährdet. | 09241216 |
| Direkt Bild zu diesem Denkmal hochladen | Wohnstallhaus, Scheune und Seitengebäude eines Vierseithofes                                             | Waldenburger Straße 8 (Karte)  | um 1750 (Wohnstallhaus)           | Baugeschichtlich, sozialgeschichtlich und wirtschaftsgeschichtlich von Bedeutung. Fachwerkbauten, Wohnhaus mit altertümlicher Fachwerkkonstruktion (Kopfstreben), - Wohnhaus: Füllhölzer halbrund, Erdgeschoss massiv, Obergeschoss gezapfte Fußstreben und geblattete Kopfbänder, - Seitengebäude: Erdgeschoss massiv, Hof nicht besichtigt. | 09241217 |
| Direkt Bild zu diesem Denkmal hochladen | Scheune, Wohnstallhaus und zwei Seitengebäude eines Vierseithofes                                        | Waldenburger Straße 10 (Karte) | um 1830                           | Baugeschichtlich, sozialgeschichtlich und wirtschaftsgeschichtlich von Bedeutung. Fachwerkbauten, besonders Scheune mit sehr altertümlichem Fachwerk, - Scheune: Doppelte geblattete Kopfstreben, - Wohnhaus: Erdgeschoss teilweise verändert, Tür im Obergeschoss, - Erstes Seitengebäude: Erdgeschoss Bruchstein, Obergeschoss Fachwerk, Tür im Obergeschoss, - Zweites Seitengebäude: Tür im Obergeschoss, Erdgeschoss massiv gut erhalten.          | 09241219 |
| Direkt Bild zu diesem Denkmal hochladen | Scheune und Seitengebäude eines Vierseithofes                                                            | Waldenburger Straße 12 (Karte) | 1848                              | Wirtschaftsgeschichtlich von Bedeutung. Fachwerkbauten, - Scheune: Nur teilweise gut erhalten, - Seitengebäude: Erdgeschoss massiv unterfahren in erster Hälfte 19. Jahrhundert. | 09241220 |
| Direkt Bild zu diesem Denkmal hochladen | Wohnstallhaus und Seitengebäude eines ehemaligen Vierseithofes                                           | Waldenburger Straße 22 (Karte) | um 1830                           | Baugeschichtlich, sozialgeschichtlich und wirtschaftsgeschichtlich von Bedeutung. Fachwerkbauten (V-Streben-Fachwerk), ortsbildprägende Lage am Kirchhof, beide Erdgeschoss massiv, Veränderungen im Erdgeschoss, Wohnstallhaus stärker verändert – Seitengebäude nicht erhalten. | 09241221 |
| Direkt Bild zu diesem Denkmal hochladen | Seitengebäude eines ehemaligen Vierseithofes                                                             | Waldenburger Straße 26         | um 1800                           | Wirtschaftsgeschichtlich von Bedeutung. Strebenreicher Fachwerkbau, mit Durchfahrt, Obergeschoss Fachwerk, Erdgeschoss massiv, schöne Türgewände, wahrscheinlich massiv unterfahren um 1830. | 09241222 |
| Direkt Bild zu diesem Denkmal hochladen | Häuslerhaus                                                                                              | Waldenburger Straße 34 (Karte) | um 1750                           | Sozialgeschichtlich von Bedeutung. Fachwerkbau, Geblattete Streben im Fachwerk Obergeschoss, Fachwerk im Erdgeschoss teilweise erhalten, gefährdet. | 09241223 |
| Direkt Bild zu diesem Denkmal hochladen | Scheune eines Bauernhofes                                                                                | Waldenburger Straße 35 (Karte) | 1865                              | Wirtschaftsgeschichtlich von Bedeutung. Fachwerkbau mit Inschrift. | 09241224 |
| Direkt Bild zu diesem Denkmal hochladen | Wohnstallhaus, Scheune und Seitengebäude eines Dreiseithofes                                             | Waldenburger Straße 40 (Karte) | 1793 (Wohnstallhaus)              | Baugeschichtlich, sozialgeschichtlich und wirtschaftsgeschichtlich von Bedeutung. Fachwerkbauten, Seitengebäude zweiteilige Tür, Fachwerk Obergeschoss, Tür im Obergeschoss, kleiner Dreiseithof. | 09241225 |